# Однолетние серии коммеморативных марок СССР с тремя и более разными датами выпуска
Одноле́тняя се́рия с бо́лее чем тремя́ ра́зными да́тами вы́пуска — серия почтовых марок, выпуски которой выходили в один год, но как минимум три раза. Другими словами, в датах выпусков одного года формально присутствуют три или более разных дат. При этом в каталоге марок имеется соответствующий текст.
Русские каталоги, в отличие от иностранных, присваивают почтовым маркам, которые выпускаются одновременно с зубцами и без зубцов, два разных каталожных номера: один для марки с зубцами, другой для марки без зубцов. Многие однолетние серии имеют разные даты выпуска в силу этой особенности русских каталогов. Также серия может быть с разными датами выпуска из-за разновидностей по зубцовке.
Содержание статьи составляют краткие сведения (не всегда содержащие информацию о датах выпуска разновидностей) об однолетних сериях СССР с тремя и более разными датами выпуска марок, которые не являются подсериями многолетних серий. Эти сведения основаны на следующих каталогах почтовых марок.
- Русские каталоги с нумерацией ЦФА (ЦФА).

- Каталог почтовых марок СССР. 1918—1980. Том 1 (1918—1969) / Ред. М. И. Спивак.
- Каталог почтовых марок СССР. 1918—1980. Том 2 (1970—1980) / Сост. и ред. М. И. Спивак.
- Каталог почтовых марок СССР 1963.
- Петрищев А. С. STAMPRUS — Каталог почтовых марок СССР. 1961—1975.
- Почтовые марки России и СССР. Специализированный каталог. Том 4. РСФСР, СССР (1923—1960). 2010/11 / Под ред. В. Ю. Соловьева.
- Почтовые марки России и СССР. Специализированный каталог. Том 5. СССР 1961—1991. 2015/16 / Под ред. В. Ю. Соловьева.

- Русские каталоги с другой нумерацией.

- Ляпин В. А. Каталог почтовых марок России (1856—1991) (Ляпин).
- Краткий справочник: Карачун Д., Карлинский В. Почтовые марки СССР (1918—1968). Краткий справочник (Kar).
- Каталог «Стандарт-Коллекция» (SC): Каталог почтовых марок. Российская Империя, РСФСР, СССР. 1857—1965 / Ред. В. Загорский.
- Каталог «Стандарт-Коллекция» (SC): Каталог почтовых марок СССР. Часть II 1966—1991 / Ред. В. Загорский.

- Иностранные каталоги.

- Американский каталог «Скотт» (Scott): Scott Standard Postage Stamp Catalogue. 169th edition. Volume 5 N-Sam.
- Немецкий каталог «Михель» (Michel): Michel Europa-Katalog 2013/2014. Band 7: Osteuropa.
- Английский каталог «Стэнли Гиббонс» (SG): Stanley Gibbons Stamp Catalogue. Part 10. Russia. 7th edition.
- Французский каталог «Ивер и Телье» (Yvert): Yvert & Tellier Catalogue des Timbres-Poste. Tome IV Europe de l'Est. (2e partie Roumanie à Ukraine).

Однолетняя серия с разными датами выпуска имеет две характеристики: 1) количество марок; 2) количество дат выпуска.
1. Теоретически минимальный размер однолетней серии с тремя разными датами выпуска может быть 3 марки/блока. Этот размер достигается на сериях:
- «#Павильон СССР на международной выставке в Париже (1937) (1938);
- «#Первый в мире искусственный спутник Земли (1957);
- «#Всемирный форум молодёжи в Москве (1961);
- «#Деятели русского искусства (1963);
- «#Выдающиеся советские врачи (1964);
- «#К 20-летию освобождения Одессы, Ленинграда и Белоруссии (1964).

2. Серии с более чем тремя датами выпуска:
- «#За досрочное выполнение послевоенного пятилетнего плана (1948) — 4 даты;
- «#VI Всемирный фестиваль молодёжи и студентов в Москве (28/VII—11/VIII 1957) (1957) — 6 дат;
- «#40-летие Великой Октябрьской социалистической революции (1957) — 4 даты;
- «#Первый полёт человека в космос (1961) — 4 даты;
- «#XXII съезд Коммунистической партии Советского Союза (1961) — 6 дат;
- «#Первенства мира (1962) — 4 даты;
- «#Годовщина первого полёта человека в космос (1962) — 4 даты;
- «#Первый в мире групповой полёт А. Г. Николаева и П. Р. Поповича. Слава покорителям космоса! (1962) — 6 дат;
- «#Писатели и поэты нашей Родины 1 (1963) — 9 дат;
- «#Второй в мире групповой полёт В. Ф. Быковского и В. В. Терешковой (1963) — 4 даты;
- «#Писатели и поэты нашей Родины 2 (1964) — 4 даты;
- «#Первый в мире полёт трёх космонавтов В. М. Комарова, К. П. Феоктистова и Б. Б. Егорова (1964) — 4 даты.

## Народы СССР (1933)
Этническая однолетняя серия почтовых марок СССР с разными датами выпуска посвящена различным расам, проживавших на территории СССР. Эта серия была выпущена в 1933 году (в июле, августе и сентябре).
Все шесть задействованных каталогов (ЦФА, SC, Scott, Michel, SG, Yvert) определили эту фиксированную однолетнюю серию с разными датами выпуска.
Здесь 21 марка. Первый номер серии ЦФА 411, дата выпуска марки с первым номером серии 1933-07.
| Народы СССР (1933) | Народы СССР (1933) | Народы СССР (1933) | Народы СССР (1933) | Народы СССР (1933) | Народы СССР (1933) | Народы СССР (1933) | Народы СССР (1933) | Народы СССР (1933) | Народы СССР (1933)             | Народы СССР (1933) |
| №                  | Дата               | ЦФА                | SC                 | Scott              | Michel             | SG                 | Yvert              | Ном.               | Кр.опис‑е                      | Изобр-е            |
| ------------------ | ------------------ | ------------------ | ------------------ | ------------------ | ------------------ | ------------------ | ------------------ | ------------------ | ------------------------------ | ------------------ |
| 1                  | 1933-07Mi          | 411                | 317                | 489                | 429                | 608                | 476                | 1к                 | Казахи                         |                    |
| 2                  | 1933-07Mi          | 412                | 318                | 490                | 430                | 609                | 477                | 2к                 | Лезгины                        |                    |
| 3                  | 1933-07Mi          | 413                | 319                | 491                | 431                | 610                | 478                | 3к                 | Крымские татары                |                    |
| 4                  | 1933-07Mi          | 414                | 320                | 492                | 432                | 611                | 479                | 4к                 | Евреи. Биробиджан              |                    |
| 5                  | 1933-08Mi          | 415                | 321                | 493                | 433                | 612                | 480                | 5к                 | Эвенки                         |                    |
| 6                  | 1933-07Mi          | 416                | 322                | 494                | 434                | 613                | 481                | 6к                 | Буряты                         |                    |
| 7                  | 1933-07Mi          | 417                | 323                | 495                | 435                | 614                | 482                | 7к                 | Чеченцы                        |                    |
| 8                  | 1933-07Mi          | 418                | 324                | 496                | 436                | 615                | 483                | 8к                 | Абхазы                         |                    |
| 9                  | 1933-08Mi          | 419                | 325                | 497                | 437                | 616                | 484                | 9к                 | Грузины                        |                    |
| 10                 | 1933-08Mi          | 420                | 326                | 498                | 438                | 617                | 485                | 10к                | Ненцы                          |                    |
| 11                 | 1933-08Mi          | 421                | 327                | 499                | 439                | 618                | 486                | 14к                | Якуты                          |                    |
| 12                 | 1933-09Mi          | 422                | 328                | 500                | 441                | 624                | 496                | 15к                | Русские                        |                    |
| 13                 | 1933-07Mi          | 423                | 329                | 504                | 445                | 619                | 491                | 15к                | Украинцы                       |                    |
| 14                 | 1933-07Mi          | 424                | 330                | 506                | 442                | 623                | 494                | 15к                | Белорусы                       |                    |
| 15                 | 1933-08Mi          | 425                | 331                | 502                | 446                | 622                | 495                | 15к                | Грузины, Армяне, Азербайджанцы |                    |
| 16                 | 1933-07Mi          | 426                | 332                | 505                | 444                | 620                | 490                | 15к                | Узбеки                         |                    |
| 17                 | 1933-07Mi          | 427                | 333                | 503                | 440                | 625                | 492                | 15к                | Туркмены                       |                    |
| 18                 | 1933-07Mi          | 428                | 334                | 501                | 443                | 621                | 493                | 15к                | Таджики                        |                    |
| 19                 | 1933-08Mi          | 429                | 335                | 507                | 447                | 626                | 487                | 20к                | Коряки                         |                    |
| 20                 | 1933-09Mi          | 430                | 336                | 508                | 448                | 627                | 488                | 30к                | Башкиры                        |                    |
| 21                 | 1933-07Mi          | 431                | 337                | 509                | 449                | 628                | 489                | 35к                | Чуваши                         |                    |

## Павильон СССР на международной выставке в Париже (1937) (1938)
Однолетняя серия почтовых марок СССР с разными датами выпуска посвящена павильону СССР на международной выставке в Париже (1937). Эта серия была выпущена в 1938 году (в январе, феврале и марте).
Пять из шести задействованных каталогов (ЦФА, Scott, Michel, SG, Yvert) определили эту фиксированную однолетнюю серию с разными датами выпуска. Каталог SC относит две марки с монументом к стандартным авиапочтовым.
Здесь 3 марки. Первый номер серии ЦФА 580, дата выпуска марки с первым номером серии 1938-02.
| Павильон СССР на международной выставке в Париже (1937) (1938) | Павильон СССР на международной выставке в Париже (1937) (1938) | Павильон СССР на международной выставке в Париже (1937) (1938) | Павильон СССР на международной выставке в Париже (1937) (1938) | Павильон СССР на международной выставке в Париже (1937) (1938) | Павильон СССР на международной выставке в Париже (1937) (1938) | Павильон СССР на международной выставке в Париже (1937) (1938) | Павильон СССР на международной выставке в Париже (1937) (1938) | Павильон СССР на международной выставке в Париже (1937) (1938) | Павильон СССР на международной выставке в Париже (1937) (1938) | Павильон СССР на международной выставке в Париже (1937) (1938) |
| №                                                              | Дата                                                           | ЦФА                                                            | SC2                                                            | Scott                                                          | Michel                                                         | SG                                                             | Yvert                                                          | Ном.                                                           | Кр.опис‑е                                                      | Изобр-е                                                        |
| -------------------------------------------------------------- | -------------------------------------------------------------- | -------------------------------------------------------------- | -------------------------------------------------------------- | -------------------------------------------------------------- | -------------------------------------------------------------- | -------------------------------------------------------------- | -------------------------------------------------------------- | -------------------------------------------------------------- | -------------------------------------------------------------- | -------------------------------------------------------------- |
| 1                                                              | 1938-02Mi                                                      | 580                                                            | 1488                                                           | 611                                                            | 581                                                            | 765                                                            | 614                                                            | 5к                                                             | Монумент «Рабочий и колхозница»                                |                                                                |
| 2                                                              | 1938-01Mi                                                      | 581                                                            | 2482                                                           | 612                                                            | 582                                                            | 766                                                            | 615                                                            | 20к                                                            | Здание павильона                                               |                                                                |
| 3                                                              | 1938-03Mi                                                      | 582                                                            | 1489                                                           | 613                                                            | 583                                                            | 767                                                            | 616                                                            | 50к                                                            | Монумент «Рабочий и колхозница»                                |                                                                |

## За досрочное выполнение послевоенного пятилетнего плана (1948)
Однолетняя серия почтовых марок СССР с разными датами выпуска посвящена четвёртому пятилетнему плану восстановления и развития народного хозяйства СССР после окончания Великой Отечественной войны. Эта серия была выпущена в 1948 году (12 июля, 30 сентября и 14 и 24 октября).
Три из шести задействованных каталогов (ЦФА, SC и SG) определил эту фиксированную однолетнюю серию, каталоги ЦФА, SC, Scott, Michel, SG определили даты выпусков.
Здесь 28 марок. Первый номер серии ЦФА 1273, дата выпуска марки с первым номером серии 1948-07-12.
| За досрочное выполнение послевоенного пятилетнего плана (1948) | За досрочное выполнение послевоенного пятилетнего плана (1948) | За досрочное выполнение послевоенного пятилетнего плана (1948) | За досрочное выполнение послевоенного пятилетнего плана (1948) | За досрочное выполнение послевоенного пятилетнего плана (1948) | За досрочное выполнение послевоенного пятилетнего плана (1948) | За досрочное выполнение послевоенного пятилетнего плана (1948) | За досрочное выполнение послевоенного пятилетнего плана (1948) | За досрочное выполнение послевоенного пятилетнего плана (1948) | За досрочное выполнение послевоенного пятилетнего плана (1948) | За досрочное выполнение послевоенного пятилетнего плана (1948) |
| №                                                              | Дата                                                           | ЦФА                                                            | SC                                                             | Scott6                                                         | Michel6                                                        | SG                                                             | Yvert6                                                         | Ном.                                                           | Кр.опис‑е                                                      | Изобр-е                                                        |
| -------------------------------------------------------------- | -------------------------------------------------------------- | -------------------------------------------------------------- | -------------------------------------------------------------- | -------------------------------------------------------------- | -------------------------------------------------------------- | -------------------------------------------------------------- | -------------------------------------------------------------- | -------------------------------------------------------------- | -------------------------------------------------------------- | -------------------------------------------------------------- |
| А. По сельскому хозяйству                                      |                                                                |                                                                |                                                                |                                                                |                                                                |                                                                |                                                                |                                                                |                                                                |                                                                |
| 1                                                              | 1948-07-12Mi (08-18SC)                                         | 1273                                                           | 1183                                                           | 11237                                                          | 11230                                                          | 1379                                                           | 11240                                                          | 30к                                                            | Сев                                                            |                                                                |
| 2                                                              | 1948-07-12Mi (08-18SC)                                         | 1274                                                           | 1184                                                           | 11238                                                          | 11229                                                          | 1380                                                           | 11239                                                          | 30к                                                            | Уборка сахарной свёклы                                         |                                                                |
| 3                                                              | 1948-07-12Mi (08-18SC)                                         | 1275                                                           | 1185                                                           | 11239                                                          | 11231                                                          | 1381                                                           | 11241                                                          | 45к                                                            | Тюкование хлопка                                               |                                                                |
| 4                                                              | 1948-07-12Mi (08-18SC)                                         | 1276                                                           | 1186                                                           | 11240                                                          | 11232                                                          | 1382                                                           | 11242                                                          | 50к                                                            | Сев                                                            |                                                                |
| 5                                                              | 1948-07-12Mi (08-18SC)                                         | 1277                                                           | 1188                                                           | 11242                                                          | 11233                                                          | 1384                                                           | 11243                                                          | 60к                                                            | Уборка хлебов                                                  |                                                                |
| 6                                                              | 1948-07-12Mi (08-18SC)                                         | 1278                                                           | 1187                                                           | 11241                                                          | 11234                                                          | 1383                                                           | 11244                                                          | 60к                                                            | Тюкование хлопка                                               |                                                                |
| 7                                                              | 1948-07-12Mi (08-18SC)                                         | 1279                                                           | 1189                                                           | 11243                                                          | 11235                                                          | 1385                                                           | 11245                                                          | 1р                                                             | Уборка сахарной свёклы                                         |                                                                |
| Б. По транспорту                                               |                                                                |                                                                |                                                                |                                                                |                                                                |                                                                |                                                                |                                                                |                                                                |                                                                |
| 8                                                              | 1948-09-30Mi                                                   | 1280                                                           | 1190                                                           | 21261                                                          | 21252                                                          | 1403                                                           | 31252                                                          | 30к                                                            | Железнодорожный состав                                         |                                                                |
| 9                                                              | 1948-09-30Mi                                                   | 1281                                                           | 1191                                                           | 21262                                                          | 21253                                                          | 1404                                                           | 31253                                                          | 50к                                                            | Железнодорожный состав                                         |                                                                |
| 10                                                             | 1948-09-30Mi                                                   | 1282                                                           | 1192                                                           | 21263                                                          | 21254                                                          | 1405                                                           | 31254                                                          | 60к                                                            | Городской транспорт                                            |                                                                |
| 11                                                             | 1948-09-30Mi                                                   | 1283                                                           | 1193                                                           | 21264                                                          | 21255                                                          | 1406                                                           | 31255                                                          | 1р                                                             | Морские суда                                                   |                                                                |
| В. По животноводству                                           |                                                                |                                                                |                                                                |                                                                |                                                                |                                                                |                                                                |                                                                |                                                                |                                                                |
| 12                                                             | 1948-09-30Mi                                                   | 1284                                                           | 1194                                                           | 31265                                                          | 31256                                                          | 1400                                                           | 21249                                                          | 30к                                                            | Племенные кони                                                 |                                                                |
| 13                                                             | 1948-09-30Mi                                                   | 1285                                                           | 1195                                                           | 31266                                                          | 31257                                                          | 1401                                                           | 21250                                                          | 60к                                                            | На молочной ферме                                              |                                                                |
| 14                                                             | 1948-09-30Mi                                                   | 1286                                                           | 1196                                                           | 31267                                                          | 31258                                                          | 1402                                                           | 21251                                                          | 1р                                                             | Племенные кони                                                 |                                                                |
| Г. По металлургии                                              |                                                                |                                                                |                                                                |                                                                |                                                                |                                                                |                                                                |                                                                |                                                                |                                                                |
| 15                                                             | 1948-10-14Mi                                                   | 1287                                                           | 1197                                                           | 41268                                                          | 41262                                                          | 1408                                                           | 51272                                                          | 30к                                                            | Плавка чугуна                                                  |                                                                |
| 16                                                             | 1948-10-14Mi                                                   | 1288                                                           | 1198                                                           | 41269                                                          | 41263                                                          | 1409                                                           | 51273                                                          | 50к                                                            | Плавка чугуна                                                  |                                                                |
| 17                                                             | 1948-10-14Mi                                                   | 1289                                                           | 1199                                                           | 41270                                                          | 41266                                                          | 1412                                                           | 51276                                                          | 60к                                                            | Прокат листового металла                                       |                                                                |
| 18                                                             | 1948-10-14Mi                                                   | 1290                                                           | 1200                                                           | 41271                                                          | 41267                                                          | 1413                                                           | 51277                                                          | 1р                                                             | Прокат листового металла                                       |                                                                |
| Д. По тяжёлому машиностроению                                  |                                                                |                                                                |                                                                |                                                                |                                                                |                                                                |                                                                |                                                                |                                                                |                                                                |
| 19                                                             | 1948-10-14Mi                                                   | 1291                                                           | 1201                                                           | 41272                                                          | 41261                                                          | 1407                                                           | 51271                                                          | 30к                                                            | Экскаваторы и прокатный стан                                   |                                                                |
| 20                                                             | 1948-10-14Mi                                                   | 1292                                                           | 1202                                                           | 41273                                                          | 41264                                                          | 1410                                                           | 51274                                                          | 50к                                                            | Экскаваторы и прокатный стан                                   |                                                                |
| 21                                                             | 1948-10-14Mi                                                   | 1293                                                           | 1203                                                           | 41274                                                          | 41265                                                          | 1411                                                           | 51275                                                          | 60к                                                            | Паровая турбина высокого давления                              |                                                                |
| Е. По добыче и переработке нефти                               |                                                                |                                                                |                                                                |                                                                |                                                                |                                                                |                                                                |                                                                |                                                                |                                                                |
| 22                                                             | 1948-10-24Mi (10-22SC)                                         | 1294                                                           | 1206                                                           | 61282                                                          | 51270                                                          | 1418                                                           | 41258                                                          | 60к                                                            | Транспортировка нефти. Нефтяные вышки                          |                                                                |
| 23                                                             | 1948-10-24Mi (10-22SC)                                         | 1295                                                           | 1207                                                           | 61283                                                          | 51271                                                          | 1419                                                           | 41259                                                          | 1р                                                             | Транспортировка нефти. Нефтяные вышки                          |                                                                |
| Ж. По добыче угля                                              |                                                                |                                                                |                                                                |                                                                |                                                                |                                                                |                                                                |                                                                |                                                                |                                                                |
| 24                                                             | 1948-10-24Mi (10-22SC)                                         | 1296                                                           | 1204                                                           | 61280                                                          | 51268                                                          | 1416                                                           | 41256                                                          | 30к                                                            | Шахтёр в забое у врубовой машины                               |                                                                |
| 25                                                             | 1948-10-24Mi (10-22SC)                                         | 1297                                                           | 1204                                                           | 61281                                                          | 51269                                                          | 1417                                                           | 41257                                                          | 60к                                                            | Шахтёр в забое у врубовой машины                               |                                                                |
| З. В области электрификации                                    |                                                                |                                                                |                                                                |                                                                |                                                                |                                                                |                                                                |                                                                |                                                                |                                                                |
| 26                                                             | 1948-10-24Mi                                                   | 1298                                                           | 1208                                                           | 51277                                                          | 61272                                                          | 1420                                                           | 61278                                                          | 30к                                                            | Фархадская ГЭС                                                 |                                                                |
| 27                                                             | 1948-10-24Mi                                                   | 1299                                                           | 1209                                                           | 51278                                                          | 61273                                                          | 1421                                                           | 61279                                                          | 60к                                                            | Зуевская ГРЭС                                                  |                                                                |
| 28                                                             | 1948-10-24Mi                                                   | 1300                                                           | 1210                                                           | 51279                                                          | 61274                                                          | 1422                                                           | 61280                                                          | 1р                                                             | Фархадская ГЭС                                                 |                                                                |

## VI Всемирный фестиваль молодёжи и студентов в Москве (28/VII—11/VIII 1957) (1957)
Однолетняя серия почтовых марок СССР с разными датами выпуска посвящена VI Всемирному фестивалю молодёжи и студентов в Москве. Марки этой серии были выпущены в 1957 году 6 раз (3 марта, 27 мая, 6 июля, 27 июля, в июле и в сентябре).
Только два из шести задействованных каталогов (Michel, SG) определили эту достаточно определённую однолетнюю серию с разными датами выпуска. Остальные каталоги разбили эту серию на две или три части.
Здесь 19 марок. Первый номер серии ЦФА 2031, дата выпуска марки с первым номером серии 1957-05-27.
| VI Всемирный фестиваль молодёжи и студентов в Москве (28/VII—11/VIII 1957) (1957) | VI Всемирный фестиваль молодёжи и студентов в Москве (28/VII—11/VIII 1957) (1957) | VI Всемирный фестиваль молодёжи и студентов в Москве (28/VII—11/VIII 1957) (1957) | VI Всемирный фестиваль молодёжи и студентов в Москве (28/VII—11/VIII 1957) (1957) | VI Всемирный фестиваль молодёжи и студентов в Москве (28/VII—11/VIII 1957) (1957) | VI Всемирный фестиваль молодёжи и студентов в Москве (28/VII—11/VIII 1957) (1957) | VI Всемирный фестиваль молодёжи и студентов в Москве (28/VII—11/VIII 1957) (1957) | VI Всемирный фестиваль молодёжи и студентов в Москве (28/VII—11/VIII 1957) (1957) | VI Всемирный фестиваль молодёжи и студентов в Москве (28/VII—11/VIII 1957) (1957) | VI Всемирный фестиваль молодёжи и студентов в Москве (28/VII—11/VIII 1957) (1957) | VI Всемирный фестиваль молодёжи и студентов в Москве (28/VII—11/VIII 1957) (1957) |
| №                                                                                 | Дата                                                                              | ЦФА2                                                                              | SC2                                                                               | Scott3                                                                            | Michel                                                                            | SG                                                                                | Yvert2                                                                            | Ном.                                                                              | Кр.опис‑е                                                                         | Изобр-е                                                                           |
| --------------------------------------------------------------------------------- | --------------------------------------------------------------------------------- | --------------------------------------------------------------------------------- | --------------------------------------------------------------------------------- | --------------------------------------------------------------------------------- | --------------------------------------------------------------------------------- | --------------------------------------------------------------------------------- | --------------------------------------------------------------------------------- | --------------------------------------------------------------------------------- | --------------------------------------------------------------------------------- | --------------------------------------------------------------------------------- |
| 1                                                                                 | 1957-05-27Mi                                                                      | 12031                                                                             | 11893                                                                             | 21936                                                                             | 1945A                                                                             | 2084                                                                              | 11929                                                                             | 10к                                                                               | Торжественное шествие молодёжи                                                    |                                                                                   |
| 2                                                                                 | 1957-07Mi                                                                         | 12032                                                                             | 11894                                                                             | 21937                                                                             | 1980A                                                                             | 2084a                                                                             | 11930                                                                             | 20к                                                                               | Скульптор со своим произведением «Материнство»                                    |                                                                                   |
| 3                                                                                 | 1957-09Mi                                                                         | 12032A                                                                            | 11894A                                                                            | 21937                                                                             | 1980C                                                                             | 2084b                                                                             | 11930, 12½                                                                        | 20к                                                                               | Скульптор со своим произведением «Материнство»                                    |                                                                                   |
| 4                                                                                 | 1957-05-27Mi                                                                      | 12033                                                                             | 11895                                                                             | 21938                                                                             | 1946A                                                                             | 2085                                                                              | 11931                                                                             | 25к                                                                               | Торжественное шествие молодёжи                                                    |                                                                                   |
| 5                                                                                 | 1957-05-27Mi                                                                      | 12034                                                                             | 11896                                                                             | 21939                                                                             | 1947A                                                                             | 2086                                                                              | 11932                                                                             | 40к                                                                               | Народные танцы                                                                    |                                                                                   |
| 6                                                                                 | 1957-05-27Mi                                                                      | 12035                                                                             | 11897                                                                             | 11913                                                                             | 1948A                                                                             | 2055                                                                              | 11897A                                                                            | 40к                                                                               | Эмблема фестиваля на фоне голубя мира                                             |                                                                                   |
| 7                                                                                 | 1957-09Mi                                                                         | 12035A                                                                            | 11897A                                                                            | 11913                                                                             | 1948C                                                                             | 2055a                                                                             | 11897A                                                                            | 40к                                                                               | Эмблема фестиваля на фоне голубя мира                                             |                                                                                   |
| 8                                                                                 | 1957-03-03Mi                                                                      | 12036                                                                             | 11898                                                                             | 11914                                                                             | 1922A                                                                             | 2056                                                                              | 11898                                                                             | 60к                                                                               | Эмблема фестиваля на фоне голубя мира                                             |                                                                                   |
| 9                                                                                 | 1957-05-27Mi                                                                      | 12037                                                                             | 11899                                                                             | 21940                                                                             | 1949A                                                                             | 2087                                                                              | 11933                                                                             | 1р                                                                                | Флаг с эмблемой фестиваля                                                         |                                                                                   |
| 10                                                                                | 1957-09Mi                                                                         | 12037A                                                                            | 11899A                                                                            | 21940                                                                             | 1949C                                                                             | 2087a                                                                             | 11933, 12½                                                                        | 1р                                                                                | Флаг с эмблемой фестиваля                                                         |                                                                                   |
| 11                                                                                | 1957-07-27Mi                                                                      | 12038                                                                             | 11900                                                                             | 21936 imperf                                                                      | 1945B                                                                             | 2084B                                                                             | 11929a                                                                            | 10к                                                                               | Торжественное шествие молодёжи                                                    |                                                                                   |
| 12                                                                                | 1957-07-27Mi                                                                      | 12039                                                                             | 11901                                                                             | 21937 imperf                                                                      | 1980B                                                                             | 2084aB                                                                            | 11930a                                                                            | 20к                                                                               | Скульптор со своим произведением «Материнство»                                    |                                                                                   |
| 13                                                                                | 1957-07-27Mi                                                                      | 12040                                                                             | 11902                                                                             | 11913 imperf                                                                      | 1948B                                                                             | 2055B                                                                             | 11897Aa                                                                           | 40к                                                                               | Эмблема фестиваля на фоне голубя мира                                             |                                                                                   |
| 14                                                                                | 1957-07-27Mi                                                                      | 12041                                                                             | 11903                                                                             | 11914 imperf                                                                      | 1922B                                                                             | 2056B                                                                             | 11898a                                                                            | 60к                                                                               | Эмблема фестиваля на фоне голубя мира                                             |                                                                                   |
| 15                                                                                | 1957-07-27Mi                                                                      | 12042                                                                             | 11904                                                                             | 21940 imperf                                                                      | 1949B                                                                             | 2087B                                                                             | 11933a                                                                            | 1р                                                                                | Флаг с эмблемой фестиваля                                                         |                                                                                   |
| 16                                                                                | 1957-07-27Mi (07-23SC)                                                            | 22044                                                                             | 21952                                                                             | 31975                                                                             | 1974                                                                              | 2108                                                                              | 21955                                                                             | 40к                                                                               | Кремль со стороны Москвы-реки                                                     |                                                                                   |
| 17                                                                                | 1957-07-27Mi (07-23SC)                                                            | 22045                                                                             | 21953                                                                             | 31976                                                                             | 1975                                                                              | 2109                                                                              | 21956                                                                             | 40к                                                                               | Большая спортивная арена Центрального стадиона                                    |                                                                                   |
| 18                                                                                | 1957-07-27Mi (07-23SC)                                                            | 22046                                                                             | 21954                                                                             | 31978                                                                             | 1977                                                                              | 2110                                                                              | 21957                                                                             | 1р                                                                                | Государственный академический Большой театр СССР                                  |                                                                                   |
| 19                                                                                | 1957-07-27Mi (07-23SC)                                                            | 22047                                                                             | 21955                                                                             | 31977                                                                             | 1976                                                                              | 2111                                                                              | 21958                                                                             | 1р                                                                                | МГУ имени М. В. Ломоносова                                                        |                                                                                   |

## 40-летие Великой Октябрьской социалистической революции (1957)
Однолетняя серия почтовых марок СССР с разными датами выпуска посвящена 40-летию Великой Октябрьской социалистической революции. Эта серия была выпущена в 1957 году (15, 25 и 30 октября и 7 ноября).
Только два из шести задействованных каталогов (Michel, SG) определили эту достаточно определённую однолетнюю серию с разными датами выпуска. Остальные каталоги разбили эту серию на несколько частей.
Здесь 32 марки. Первый номер серии ЦФА 2063, дата выпуска марки с первым номером серии 1957-10-30.
| 40-летие Великой Октябрьской социалистической революции (1957) | 40-летие Великой Октябрьской социалистической революции (1957) | 40-летие Великой Октябрьской социалистической революции (1957) | 40-летие Великой Октябрьской социалистической революции (1957) | 40-летие Великой Октябрьской социалистической революции (1957) | 40-летие Великой Октябрьской социалистической революции (1957) | 40-летие Великой Октябрьской социалистической революции (1957) | 40-летие Великой Октябрьской социалистической революции (1957) | 40-летие Великой Октябрьской социалистической революции (1957) | 40-летие Великой Октябрьской социалистической революции (1957) | 40-летие Великой Октябрьской социалистической революции (1957) |
| №                                                              | Дата                                                           | ЦФА3                                                           | SC3                                                            | Scott3                                                         | Michel                                                         | SG                                                             | Yvert4                                                         | Ном.                                                           | Кр.опис‑е                                                      | Изобр-е                                                        |
| -------------------------------------------------------------- | -------------------------------------------------------------- | -------------------------------------------------------------- | -------------------------------------------------------------- | -------------------------------------------------------------- | -------------------------------------------------------------- | -------------------------------------------------------------- | -------------------------------------------------------------- | -------------------------------------------------------------- | -------------------------------------------------------------- | -------------------------------------------------------------- |
| 1                                                              | 1957-10-30Mi                                                   | 12063                                                          | 31998                                                          | 11996                                                          | 2015                                                           | 2145                                                           | 31993                                                          | 40к                                                            | В. И. Ленин на трибуне 1920-5-5                                |                                                                |
| 2                                                              | 1957-10-30Mi                                                   | 12064                                                          | 31999                                                          | 11997                                                          | 2016                                                           | 2146                                                           | 31994                                                          | 60к                                                            | В. И. Ленин за чтением «Правды»                                |                                                                |
| 3                                                              | 1957-10-15Mi                                                   | 22065                                                          | 21985                                                          | 21998                                                          | 1995A                                                          | 2125A                                                          | 31990                                                          | 10к                                                            | Юноша и девушка на фоне МГУ                                    |                                                                |
| 4                                                              | 1957-10-15Mi                                                   | 22066                                                          | 21986                                                          | 21999                                                          | 1997A                                                          | 2127A                                                          | 31992                                                          | 40к                                                            | Портрет В. И. Ленина на фоне знамени                           |                                                                |
| 5                                                              | 1957-10-15Mi                                                   | 22067                                                          | 21987                                                          | 22000                                                          | 1996A                                                          | 2128A                                                          | 31991                                                          | 40к                                                            | Победное шествие Октябрьской революции                         |                                                                |
| 6                                                              | 1957-10-15Mi                                                   | 22067A                                                         | 21987A                                                         | 22000, 12½                                                     | 1996C                                                          | 2128a                                                          | 31991                                                          | 40к                                                            | Победное шествие Октябрьской революции                         |                                                                |
| 7                                                              | 1957-10-15Mi                                                   | 22068                                                          | 21988                                                          | 22001                                                          | 1998A                                                          | 2126A                                                          | 21988                                                          | 40к                                                            | Шахтёр на фоне индустриальной панорамы                         |                                                                |
| 8                                                              | 1957-10-15Mi                                                   | 22068A                                                         | 21988A                                                         | 22001, 12½                                                     | 1998C                                                          | 2126a                                                          | 21988, 12½                                                     | 40к                                                            | Шахтёр на фоне индустриальной панорамы                         |                                                                |
| 9                                                              | 1957-10-15Mi                                                   | 22069                                                          | 21989                                                          | 22002                                                          | 1999A                                                          | 2129A                                                          | 21989                                                          | 60к                                                            | Комбайн в поле                                                 |                                                                |
| 10                                                             | 1957-10-15Mi                                                   | 22069A                                                         | 21989A                                                         | 22002, 12½                                                     | 1999C                                                          | 2129a                                                          | 21989, 12½                                                     | 60к                                                            | Комбайн в поле                                                 |                                                                |
| 11                                                             | 1957-10-15Mi                                                   | 22070                                                          | 21990                                                          | 21998, imperf                                                  | 1995B                                                          | 2125B                                                          | 31990a                                                         | 10к                                                            | Юноша и девушка на фоне МГУ                                    |                                                                |
| 12                                                             | 1957-10-15Mi                                                   | 22071                                                          | 21991                                                          | 21999, imperf                                                  | 1997B                                                          | 2127B                                                          | 31992a                                                         | 40к                                                            | Портрет В. И. Ленина на фоне знамени                           |                                                                |
| 13                                                             | 1957-10-15Mi                                                   | 22072                                                          | 21992                                                          | 22000, imperf                                                  | 1996B                                                          | 2128B                                                          | 31991a                                                         | 40к                                                            | Победное шествие Октябрьской революции                         |                                                                |
| 14                                                             | 1957-10-15Mi                                                   | 22073                                                          | 21993                                                          | 22001, imperf                                                  | 1998B                                                          | 2126B                                                          | 21988, non dentelé                                             | 40к                                                            | Шахтёр на фоне индустриальной панорамы                         |                                                                |
| 15                                                             | 1957-10-15Mi                                                   | 22074                                                          | 21994                                                          | 22002, imperf                                                  | 1999B                                                          | 2129B                                                          | 21989, non dentelé                                             | 60к                                                            | Комбайн в поле                                                 |                                                                |
| 16                                                             | 1957-11-07Mi (11-20SC)                                         | 22075                                                          | 2Бл 24                                                         | 21943a                                                         | Block 22                                                       | MS 2146a                                                       | 4Bloc 23                                                       | 40к + 40к + 40к                                                | Марки ЦФА 1735, 2009, 2010 на фоне крейсера «Аврора»           |                                                                |
| 17                                                             | 1957-11-07Mi (11-20SC)                                         | 22076                                                          | 2Бл 25                                                         | 22002a                                                         | Block 23                                                       | MS 2146b                                                       | 2,3Bloc 24                                                     | 40к + 40к + 60к                                                | Марки ЦФА 2067, 2068, 2069 на фоне Московского Кремля          |                                                                |
| 18                                                             | 1957-10-25Mi                                                   | 32077                                                          | 11970                                                          | 32003                                                          | 2000                                                           | 2133                                                           | 11983                                                          | 40к                                                            | РСФСР. Юноша и девушка                                         |                                                                |
| 19                                                             | 1957-10-25Mi                                                   | 32078                                                          | 11971                                                          | 32011                                                          | 2014                                                           | 2130                                                           | 11986                                                          | 40к                                                            | Украинская ССР. Рабочий и колхозница                           |                                                                |
| 20                                                             | 1957-10-25Mi                                                   | 32079                                                          | 11972                                                          | 32006                                                          | 2004                                                           | 2134                                                           | 11975                                                          | 40к                                                            | Белорусская ССР. 25-тонный самосвал МАЗ-525                    |                                                                |
| 21                                                             | 1957-10-25Mi                                                   | 32080                                                          | 11973                                                          | 32004                                                          | 2012                                                           | 2132                                                           | 11987                                                          | 40к                                                            | Узбекская ССР. Колхозница                                      |                                                                |
| 22                                                             | 1957-10-25Mi                                                   | 32081                                                          | 11974                                                          | 32012                                                          | 2007                                                           | 2142                                                           | 11978                                                          | 40к                                                            | Казахская ССР. Комбайн                                         |                                                                |
| 23                                                             | 1957-10-25Mi                                                   | 32082                                                          | 11975                                                          | 32008                                                          | 2010                                                           | 2138                                                           | 11977                                                          | 40к                                                            | Грузинская ССР. Трудящиеся                                     |                                                                |
| 24                                                             | 1957-10-25Mi                                                   | 32083                                                          | 11976                                                          | 32007                                                          | 2009                                                           | 2137                                                           | 11974                                                          | 40к                                                            | Азербайджанская ССР. Нефтяные вышки                            |                                                                |
| 25                                                             | 1957-10-25Mi                                                   | 32084                                                          | 11977                                                          | 32017                                                          | 2011                                                           | 2135                                                           | 11981                                                          | 40к                                                            | Литовская ССР. Колхозники                                      |                                                                |
| 26                                                             | 1957-10-25Mi                                                   | 32085                                                          | 11978                                                          | 32014                                                          | 2003                                                           | 2144                                                           | 11982                                                          | 40к                                                            | Молдавская ССР. Сбор фруктов                                   |                                                                |
| 27                                                             | 1957-10-25Mi                                                   | 32086                                                          | 11979                                                          | 32016                                                          | 2006                                                           | 2143                                                           | 11980                                                          | 40к                                                            | Латвийская ССР. Рабочий и колхозница                           |                                                                |
| 28                                                             | 1957-10-25Mi                                                   | 32087                                                          | 11980                                                          | 32013                                                          | 2001                                                           | 2139                                                           | 11980                                                          | 40к                                                            | Киргизская ССР. Коневод                                        |                                                                |
| 29                                                             | 1957-10-25Mi                                                   | 32088                                                          | 11981                                                          | 32005                                                          | 2005                                                           | 2141                                                           | 11984                                                          | 40к                                                            | Таджикская ССР. Колхозница                                     |                                                                |
| 30                                                             | 1957-10-25Mi                                                   | 32089                                                          | 11982                                                          | 32009                                                          | 2002                                                           | 2136                                                           | 11973                                                          | 40к                                                            | Армянская ССР. Виноградные гроздья                             |                                                                |
| 31                                                             | 1957-10-25Mi                                                   | 32090                                                          | 11983                                                          | 32010                                                          | 2008                                                           | 2140                                                           | 11985                                                          | 40к                                                            | Туркменская ССР. Колхозники                                    |                                                                |
| 32                                                             | 1957-10-25Mi                                                   | 32091                                                          | 11984                                                          | 32015                                                          | 2013                                                           | 2131                                                           | 11976                                                          | 40к                                                            | Эстонская ССР. Колхозница                                      |                                                                |

## Первый в мире искусственный спутник Земли (1957)

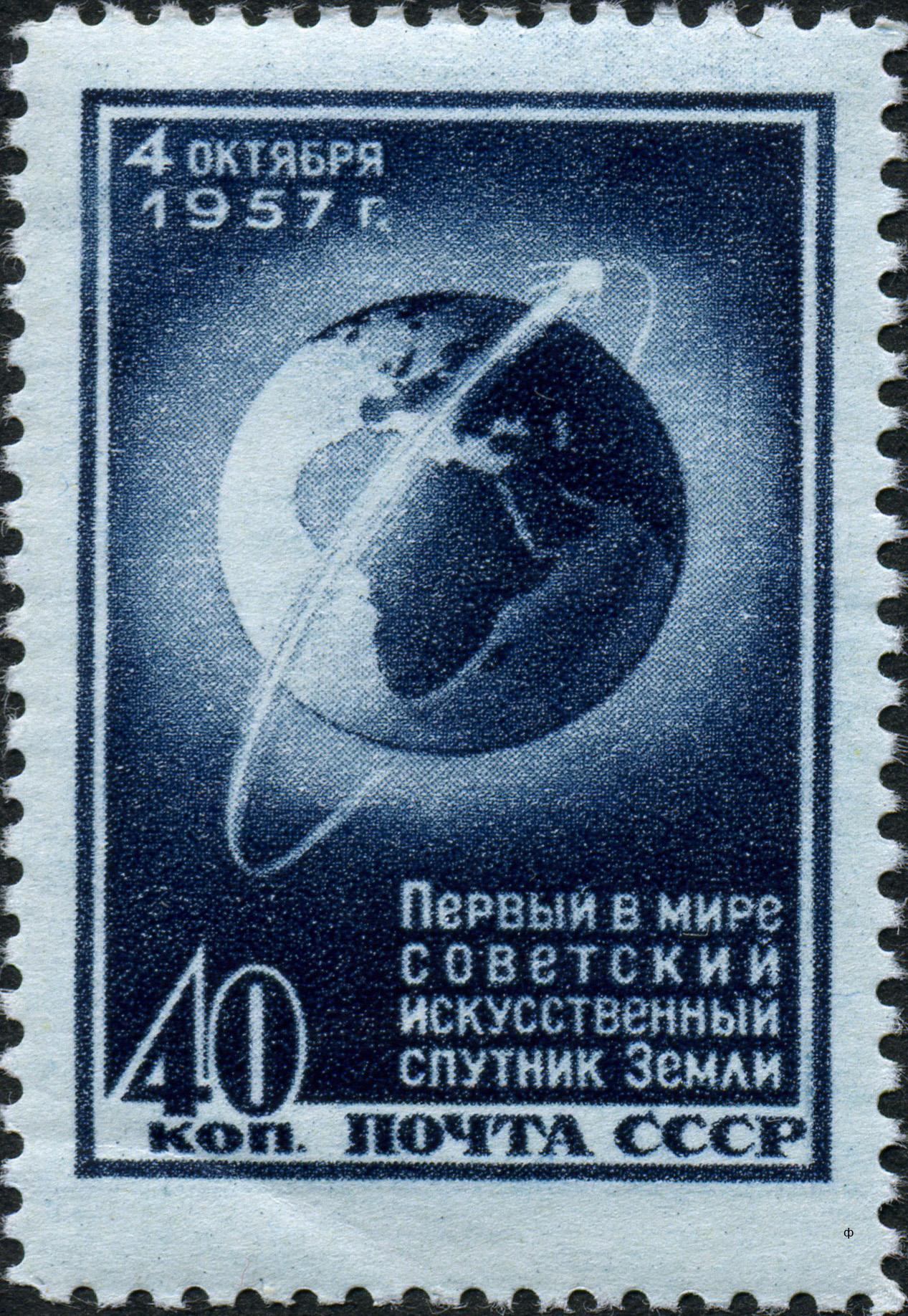
Наиболее известная марка серии ЦФА 2093

Однолетняя тематическая серия почтовых марок СССР с разными датами выпуска, посвященная первому в мире искусственному спутнику Земли, запущенному 4 октября 1957 года. Марки были выпущены в 1957 году (в октябре, 5 ноября и 28 декабря).
Это достаточно определённая однолетняя серия с разными датами выпуска, определённая двумя каталогами. Остальные каталоги разбили эту серию на две части.
Здесь 3 марки. Первый номер серии ЦФА 2092, дата выпуска марки с первым номером серии 1957-10.

## X съезд Международного астрономического союза в Москве (1958)
Однолетняя серия почтовых марок СССР с разными датами выпуска посвящена X съезд Международного астрономического союза в Москве. Эта серия была выпущена в 1958 году (12, 15 и 16 августа).
Все шесть задействованных каталогов (ЦФА, SC, Scott, Michel, SG, Yvert) определили эту фиксированную однолетнюю серию.
Здесь 4 марки. Первый номер серии ЦФА 2197, дата выпуска марки с первым номером серии 1958-08-16.
| X съезд Международного астрономического союза в Москве (1958) | X съезд Международного астрономического союза в Москве (1958) | X съезд Международного астрономического союза в Москве (1958) | X съезд Международного астрономического союза в Москве (1958) | X съезд Международного астрономического союза в Москве (1958) | X съезд Международного астрономического союза в Москве (1958) | X съезд Международного астрономического союза в Москве (1958) | X съезд Международного астрономического союза в Москве (1958) | X съезд Международного астрономического союза в Москве (1958) | X съезд Международного астрономического союза в Москве (1958) | X съезд Международного астрономического союза в Москве (1958) |
| №                                                             | Дата                                                          | ЦФА                                                           | SC                                                            | Scott                                                         | Michel                                                        | SG                                                            | Yvert                                                         | Ном.                                                          | Кр.опис‑е                                                     | Изобр-е                                                       |
| ------------------------------------------------------------- | ------------------------------------------------------------- | ------------------------------------------------------------- | ------------------------------------------------------------- | ------------------------------------------------------------- | ------------------------------------------------------------- | ------------------------------------------------------------- | ------------------------------------------------------------- | ------------------------------------------------------------- | ------------------------------------------------------------- | ------------------------------------------------------------- |
| 1                                                             | 1958-08-16Mi                                                  | 2197                                                          | 2105                                                          | 2092                                                          | 2110A                                                         | 2232                                                          | 2074                                                          | 40к                                                           | Крымская астрофизическая обсерватория                         |                                                               |
| 2                                                             | 1958-08-16Mi                                                  | 2197A                                                         | 2105A                                                         | 2092                                                          | 2110C                                                         | 2232a                                                         | 2074                                                          | 40к                                                           | Крымская астрофизическая обсерватория                         |                                                               |
| 3                                                             | 1958-08-12Mi                                                  | 2198                                                          | 2106                                                          | 2093                                                          | 2111                                                          | 2233                                                          | 2075                                                          | 60к                                                           | Высотное здание МГУ                                           |                                                               |
| 4                                                             | 1958-08-15Mi                                                  | 2199                                                          | 2107                                                          | 2094                                                          | 2112                                                          | 2234                                                          | 2076                                                          | 1р                                                            | Параболический рефлектор ГАИШ в Москве                        |                                                               |

## 100-летие русской почтовой марке (1958)
Однолетняя серия почтовых марок СССР с разными датами выпуска посвящена 100-летию русской почтовой марки. Эта серия была выпущена в 1958 году (17, 18 и 21 августа).
Только два из шести задействованных каталогов (Scott, Yvert) определили эту достаточно определённую однолетнюю серию с разными датами выпуска. Остальные каталоги разбили эту серию на две неравные части.
Здесь 18 марок. Первый номер серии ЦФА 2200, дата выпуска марки с первым номером серии 1958-08-17.
| 100-летие русской почтовой марке (1958) | 100-летие русской почтовой марке (1958) | 100-летие русской почтовой марке (1958) | 100-летие русской почтовой марке (1958) | 100-летие русской почтовой марке (1958) | 100-летие русской почтовой марке (1958) | 100-летие русской почтовой марке (1958) | 100-летие русской почтовой марке (1958) | 100-летие русской почтовой марке (1958) | 100-летие русской почтовой марке (1958)    | 100-летие русской почтовой марке (1958) |
| №                                       | Дата                                    | ЦФА2                                    | SC2                                     | Scott                                   | Michel2                                 | SG2                                     | Yvert                                   | Ном.                                    | Кр.опис‑е                                  | Изобр-е                                 |
| --------------------------------------- | --------------------------------------- | --------------------------------------- | --------------------------------------- | --------------------------------------- | --------------------------------------- | --------------------------------------- | --------------------------------------- | --------------------------------------- | ------------------------------------------ | --------------------------------------- |
| 1                                       | 1958-08-17Mi                            | 12200                                   | 12119                                   | 2096, imperf                            | 12114B                                  | 12236b                                  | 2078a                                   | 10к                                     | Гонец XVI века                             |                                         |
| 2                                       | 1958-08-17Mi                            | 12201                                   | 12120                                   | 2101, imperf                            | 12118B                                  | 12241a                                  | 2083a                                   | 40к                                     | Пассажирский самолёт Ту-104                |                                         |
| 3                                       | 1958-08-17Mi                            | 12202                                   | 12121                                   | 2100, imperf                            | 12119B                                  | 12239a                                  | 2082a                                   | 40к                                     | Почтовая марка с портретом В. И. Ленина    |                                         |
| 4                                       | 1958-08-18Mi                            | 12203                                   | 12108                                   | 2095                                    | 12113                                   | 12235                                   | 2077                                    | 10к                                     | Княжеский писец XV века                    |                                         |
| 5                                       | 1958-08-18Mi                            | 12204                                   | 12109                                   | 2096                                    | 12114A                                  | 12236                                   | 2078                                    | 10к                                     | Гонец XVI века                             |                                         |
| 6                                       | 1958-08-18Mi                            | 12204A                                  | 12109A                                  | 2096                                    | 12114C                                  | 12236a                                  | 2078                                    | 10к                                     | Гонец XVI века                             |                                         |
| 7                                       | 1958-08-18Mi                            | 12205                                   | 12110                                   | 2097                                    | 12115                                   | 12237                                   | 2079                                    | 25к                                     | XVII век. А. Л. Ордин-Нащокин              |                                         |
| 8                                       | 1958-08-18Mi                            | 12206                                   | 12111                                   | 2098                                    | 12116                                   | 12238                                   | 2080                                    | 25к                                     | Почтовый дилижанс XVIII века               |                                         |
| 9                                       | 1958-08-18Mi                            | 12207                                   | 12112                                   | 2099                                    | 12117                                   | 12240                                   | 2081                                    | 40к                                     | Почтовая тройка XIX века                   |                                         |
| 10                                      | 1958-08-18Mi                            | 12208                                   | 12113                                   | 2101                                    | 12118                                   | 12241                                   | 2083                                    | 40к                                     | Пассажирский самолёт Ту-104                |                                         |
| 11                                      | 1958-08-18Mi                            | 12209                                   | 12114                                   | 2100                                    | 12119A                                  | 12239                                   | 2082                                    | 40к                                     | Почтовая марка с портретом В. И. Ленина    |                                         |
| 12                                      | 1958-08-18Mi                            | 12210                                   | 12115                                   | 2103                                    | 12120                                   | 12243                                   | 2085                                    | 60к                                     | Комиссар РСФСР В. Н. Подбельский           |                                         |
| 13                                      | 1958-08-18Mi                            | 12211                                   | 12116                                   | 2104                                    | 12121                                   | 12242                                   | 2086                                    | 60к                                     | Погрузка почты на железной дороге          |                                         |
| 14                                      | 1958-08-18Mi                            | 12212                                   | 12117                                   | 2105                                    | 12122                                   | 12244                                   | 2088                                    | 1р                                      | Погрузка авиапочты                         |                                         |
| 15                                      | 1958-08-18Mi                            | 12213                                   | 12118                                   | 2106                                    | 12123                                   | 12245                                   | 2087                                    | 1р                                      | Современный почтовый транспорт             |                                         |
| 16                                      | 1958-08-18Mi                            | 12214                                   | 1Бл 27                                  | 1st sheet                               | 1Block 24                               | 1MS 2245a                               | Bloc 25                                 | 10к + 10к + 25к + 40к                   | Марки ЦФА 2203—2207 на фоне гонца XVI века |                                         |
| 17                                      | 1958-08-21Mi                            | 12215                                   | 1Бл 28                                  | 2nd sheet                               | 1Block 25                               | 1MS 2245b                               | Bloc 26                                 | 40к + 60к + 1р                          | Марки ЦФА 2209—2213 на фоне Спасской башни |                                         |
| 18                                      | 1958-08-18Mi                            | 22216                                   | 22131                                   | 2102                                    | 22134                                   | 2MS 2246                                | 2084                                    | 40к                                     | Академия художеств в Ленинграде            |                                         |

## Русские народные сказки и сказочные мотивы в литературных произведениях (1961)
Однолетняя серия почтовых марок СССР с разными датами выпуска посвящена русским народным сказкам и сказочным мотивам в литературных произведениях. Эта серия была выпущена в 1961 году (7 января, 15 мая и 30 августа).
Все шесть задействованных каталогов (ЦФА, SC, Scott, Michel, SG, Yvert) определили эту фиксированную однолетнюю серию, каталоги ЦФА, SC, Michel и SG определили разные даты выпуска.
Здесь 5 марок. Первый номер серии ЦФА 2530, дата выпуска марки с первым номером серии 1961-08-30.
| Русские народные сказки и сказочные мотивы в литературных произведениях (1961) | Русские народные сказки и сказочные мотивы в литературных произведениях (1961) | Русские народные сказки и сказочные мотивы в литературных произведениях (1961) | Русские народные сказки и сказочные мотивы в литературных произведениях (1961) | Русские народные сказки и сказочные мотивы в литературных произведениях (1961) | Русские народные сказки и сказочные мотивы в литературных произведениях (1961) | Русские народные сказки и сказочные мотивы в литературных произведениях (1961) | Русские народные сказки и сказочные мотивы в литературных произведениях (1961) | Русские народные сказки и сказочные мотивы в литературных произведениях (1961) | Русские народные сказки и сказочные мотивы в литературных произведениях (1961) | Русские народные сказки и сказочные мотивы в литературных произведениях (1961) |
| №                                                                              | Дата                                                                           | ЦФА                                                                            | SC                                                                             | Scott                                                                          | Michel                                                                         | SG                                                                             | Yvert                                                                          | Ном.                                                                           | Кр.опис‑е                                                                      | Изобр-е                                                                        |
| ------------------------------------------------------------------------------ | ------------------------------------------------------------------------------ | ------------------------------------------------------------------------------ | ------------------------------------------------------------------------------ | ------------------------------------------------------------------------------ | ------------------------------------------------------------------------------ | ------------------------------------------------------------------------------ | ------------------------------------------------------------------------------ | ------------------------------------------------------------------------------ | ------------------------------------------------------------------------------ | ------------------------------------------------------------------------------ |
| 1                                                                              | 1961-08-30Mi                                                                   | 2530                                                                           | 2440                                                                           | 2468                                                                           | 2524                                                                           | 2546                                                                           | 2379B                                                                          | 1к                                                                             | Гуси-лебеди                                                                    |                                                                                |
| 2                                                                              | 1961-08-30Mi                                                                   | 2531                                                                           | 2441                                                                           | 2469                                                                           | 2525                                                                           | 2547                                                                           | 2379C                                                                          | 3к                                                                             | Лиса, заяц и петух                                                             |                                                                                |
| 3                                                                              | 1961-05-15Mi                                                                   | 2532                                                                           | 2442                                                                           | 2470                                                                           | 2480                                                                           | 2548                                                                           | 2379D                                                                          | 4к                                                                             | П. П. Ершов «Конёк-Горбунок»                                                   |                                                                                |
| 4                                                                              | 1961-05-15Mi                                                                   | 2533                                                                           | 2443                                                                           | 2471                                                                           | 2481                                                                           | 2549                                                                           | 2379E                                                                          | 6к                                                                             | Мужик и медведь                                                                |                                                                                |
| 5                                                                              | 1961-01-07Mi                                                                   | 2534                                                                           | 2444                                                                           | 2472                                                                           | 2447                                                                           | 2550                                                                           | 2380                                                                           | 10к                                                                            | А. С. Пушкин «Руслан и Людмила»                                                |                                                                                |

## За изобилие сельскохозяйственных продуктов! (1961)
Однолетняя серия почтовых марок СССР с разными датами выпуска посвящена изобилию сельскохозяйственных продуктов. Эта серия была выпущена в 1961 году (3 февраля, 8 июня и 31 июля).
Все шесть задействованных каталогов (ЦФА, SC, Scott, Michel, SG, Yvert) определили эту фиксированную однолетнюю серию, каталоги ЦФА, SC, Michel и SG определили разные даты выпуска.
Здесь 4 марки. Первый номер серии ЦФА 2540, дата выпуска марки с первым номером серии 1961-07-31.
| За изобилие сельскохозяйственных продуктов! (1961) | За изобилие сельскохозяйственных продуктов! (1961) | За изобилие сельскохозяйственных продуктов! (1961) | За изобилие сельскохозяйственных продуктов! (1961) | За изобилие сельскохозяйственных продуктов! (1961) | За изобилие сельскохозяйственных продуктов! (1961) | За изобилие сельскохозяйственных продуктов! (1961) | За изобилие сельскохозяйственных продуктов! (1961) | За изобилие сельскохозяйственных продуктов! (1961) | За изобилие сельскохозяйственных продуктов! (1961) | За изобилие сельскохозяйственных продуктов! (1961) |
| №                                                  | Дата                                               | ЦФА                                                | SC                                                 | Scott                                              | Michel                                             | SG                                                 | Yvert                                              | Ном.                                               | Кр.опис‑е                                          | Изобр-е                                            |
| -------------------------------------------------- | -------------------------------------------------- | -------------------------------------------------- | -------------------------------------------------- | -------------------------------------------------- | -------------------------------------------------- | -------------------------------------------------- | -------------------------------------------------- | -------------------------------------------------- | -------------------------------------------------- | -------------------------------------------------- |
| 1                                                  | 1961-07-31Mi                                       | 2540                                               | 2450                                               | 2435                                               | 2512                                               | 2553                                               | 2385A                                              | 3к                                                 | Животноводство                                     |                                                    |
| 2                                                  | 1961-02-03Mi                                       | 2541                                               | 2451                                               | 2436                                               | 2453                                               | 2554                                               | 2386                                               | 4к                                                 | Культивация посевов кукурузы                       |                                                    |
| 3                                                  | 1961-06-08Mi                                       | 2542                                               | 2452                                               | 2437                                               | 2496                                               | 2555                                               | 2386A                                              | 6к                                                 | Комбайны в поле                                    |                                                    |
| 4                                                  | 1961-02-03Mi                                       | 2543                                               | 2453                                               | 2438                                               | 2454                                               | 2556                                               | 2387                                               | 10к                                                | Сбор фруктов                                       |                                                    |

## Первый полёт человека в космос (1961)

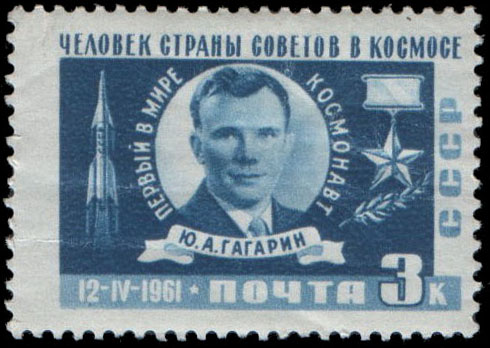
Ю. А. Гагарин. Марка с первым номером серии ЦФА 2560

Однолетняя серия почтовых марок СССР с разными датами выпуска, посвященная первому полёту человека в космос, совершённому Юрием Алексеевичем Гагариным. Марки были выпущены в 1961 году (13, 14 и 17 апреля и 17 июня).
Все шесть задействованных каталогов (ЦФА, SC, Scott, Michel, SG, Yvert) определили эту фиксированную однолетнюю серию, каталоги ЦФА, SC, Michel и SG определили разные даты выпуска.
Здесь 6 марок. Первый номер серии ЦФА 2560, дата выпуска марки с первым номером серии 1961-04-17.

## Всемирный форум молодёжи в Москве (1961)
Однолетняя серия почтовых марок СССР с разными датами выпуска посвящена I Всемирному форуму молодёжи в Москве (июль—август 1961). Эта серия была выпущена в 1961 году (25 июля, 28 сентября и 25 октября).
Все шесть задействованных каталогов (ЦФА, SC, Scott, Michel, SG, Yvert) определили эту фиксированную однолетнюю серию, каталоги ЦФА, SC, Michel и SG определили разные даты выпуска.
Здесь 3 марки. Первый номер серии ЦФА 2598, дата выпуска марки с первым номером серии 1961-10-25.
| Всемирный форум молодёжи в Москве (1961) | Всемирный форум молодёжи в Москве (1961) | Всемирный форум молодёжи в Москве (1961) | Всемирный форум молодёжи в Москве (1961) | Всемирный форум молодёжи в Москве (1961) | Всемирный форум молодёжи в Москве (1961) | Всемирный форум молодёжи в Москве (1961) | Всемирный форум молодёжи в Москве (1961) | Всемирный форум молодёжи в Москве (1961) | Всемирный форум молодёжи в Москве (1961)            | Всемирный форум молодёжи в Москве (1961) |
| №                                        | Дата                                     | ЦФА                                      | SC                                       | Scott                                    | Michel                                   | SG                                       | Yvert                                    | Ном.                                     | Кр.опис‑е                                           | Изобр-е                                  |
| ---------------------------------------- | ---------------------------------------- | ---------------------------------------- | ---------------------------------------- | ---------------------------------------- | ---------------------------------------- | ---------------------------------------- | ---------------------------------------- | ---------------------------------------- | --------------------------------------------------- | ---------------------------------------- |
| 1                                        | 1961-10-25Mi                             | 2598                                     | 2507                                     | 2503                                     | 2543                                     | 2608                                     | 2437                                     | 2к                                       | Молодёжь в борьбе за мир и разоружение              |                                          |
| 2                                        | 1961-09-28Mi                             | 2599                                     | 2508                                     | 2504                                     | 2539                                     | 2609                                     | 2438                                     | 4к                                       | Достижения науки и техники - на благо человечества! |                                          |
| 3                                        | 1961-07-25Mi                             | 2600                                     | 2509                                     | 2505                                     | 2506                                     | 2610                                     | 2439                                     | 6к                                       | Эмблема форума                                      |                                          |

## XXII съезд Коммунистической партии Советского Союза (1961)
Однолетняя серия почтовых марок СССР с разными датами выпуска посвящена XXII съезд Коммунистической партии Советского Союза. Эта серия была выпущена в 1961 году (16, 23 и 28 сентября, 2, 17 и 23 октября).
Каталог Michel и справочник Kar определили эту достаточно определённую однолетнюю серию, остальные каталоги разбили её на две или три части, каталоги SC, Michel и SG определили разные даты выпуска.
Здесь 7 марок. Первый номер серии ЦФА 2619, дата выпуска марки с первым номером серии 1961-09-16.
| XXII съезд Коммунистической партии Советского Союза (1961) | XXII съезд Коммунистической партии Советского Союза (1961) | XXII съезд Коммунистической партии Советского Союза (1961) | XXII съезд Коммунистической партии Советского Союза (1961) | XXII съезд Коммунистической партии Советского Союза (1961) | XXII съезд Коммунистической партии Советского Союза (1961) | XXII съезд Коммунистической партии Советского Союза (1961) | XXII съезд Коммунистической партии Советского Союза (1961) | XXII съезд Коммунистической партии Советского Союза (1961) | XXII съезд Коммунистической партии Советского Союза (1961) | XXII съезд Коммунистической партии Советского Союза (1961) |
| №                                                          | Дата                                                       | ЦФА2                                                       | SC2                                                        | Scott3                                                     | Michel                                                     | SG2                                                        | Yvert2                                                     | Ном.                                                       | Кр.опис‑е                                                  | Изобр-е                                                    |
| ---------------------------------------------------------- | ---------------------------------------------------------- | ---------------------------------------------------------- | ---------------------------------------------------------- | ---------------------------------------------------------- | ---------------------------------------------------------- | ---------------------------------------------------------- | ---------------------------------------------------------- | ---------------------------------------------------------- | ---------------------------------------------------------- | ---------------------------------------------------------- |
| 1                                                          | 1961-09-16Mi                                               | 12619                                                      | 12533                                                      | 12524                                                      | 2531A                                                      | 12626                                                      | 12458                                                      | 2к                                                         | Единство партии и народа                                   |                                                            |
| 2                                                          | 1961-09-23Mi                                               | 12620                                                      | 12534                                                      | 12525                                                      | 2532A                                                      | 12627                                                      | 12459                                                      | 3к                                                         | Торжество советской науки и техники                        |                                                            |
| 3                                                          | 1961-09-28Mi                                               | 12621                                                      | 12535                                                      | 12527                                                      | 2534A                                                      | 12629                                                      | 12461                                                      | 4к                                                         | Тяжёлая промышленность                                     |                                                            |
| 4                                                          | 1961-09-23Mi                                               | 12622                                                      | 12536                                                      | 12526                                                      | 2533A                                                      | 12628                                                      | 12460                                                      | 4к                                                         | Сельское хозяйство СССР                                    |                                                            |
| 5                                                          | 1961-10-02Mi                                               | 12623                                                      | 12537                                                      | 12528                                                      | 2535A                                                      | 12630                                                      | 12462                                                      | 4к                                                         | Программа КПСС (1961)                                      |                                                            |
| 6                                                          | 1961-10-17Mi                                               | 22624                                                      | 22542                                                      | 22533                                                      | 2540                                                       | 22635                                                      | 22467                                                      | 1р                                                         | Слава КПСС! Слава советскому народу!                       |                                                            |
| 7                                                          | 1961-10-23Mi                                               | 22625                                                      | 22543                                                      | 32534                                                      | 2541                                                       | 12636                                                      | 12468                                                      | 1р                                                         | Слава КПСС! Слава советскому народу! С надпечаткой         |                                                            |

## V Всемирный конгресс профсоюзов в Москве (1961)
Однолетняя серия почтовых марок СССР с разными датами выпуска посвящена V Всемирному конгрессу профсоюзов в Москве. Эта серия была выпущена в 1961 году (5, 15 и 27 ноября).
Все шесть задействованных каталогов (ЦФА, SC, Scott, Michel, SG, Yvert) определили эту фиксированную однолетнюю серию, каталоги ЦФА, SC, Michel и SG определили разные даты выпуска.
Здесь 6 марок. Первый номер серии ЦФА 2633, дата выпуска марки с первым номером серии 1961-11-27.
| V Всемирный конгресс профсоюзов в Москве (1961) | V Всемирный конгресс профсоюзов в Москве (1961) | V Всемирный конгресс профсоюзов в Москве (1961) | V Всемирный конгресс профсоюзов в Москве (1961) | V Всемирный конгресс профсоюзов в Москве (1961) | V Всемирный конгресс профсоюзов в Москве (1961) | V Всемирный конгресс профсоюзов в Москве (1961) | V Всемирный конгресс профсоюзов в Москве (1961) | V Всемирный конгресс профсоюзов в Москве (1961) | V Всемирный конгресс профсоюзов в Москве (1961) | V Всемирный конгресс профсоюзов в Москве (1961) |
| №                                               | Дата                                            | ЦФА                                             | SC                                              | Scott                                           | Michel                                          | SG                                              | Yvert                                           | Ном.                                            | Кр.опис‑е                                       | Изобр-е                                         |
| ----------------------------------------------- | ----------------------------------------------- | ----------------------------------------------- | ----------------------------------------------- | ----------------------------------------------- | ----------------------------------------------- | ----------------------------------------------- | ----------------------------------------------- | ----------------------------------------------- | ----------------------------------------------- | ----------------------------------------------- |
| 1                                               | 1961-11-27Mi                                    | 2633                                            | 2547                                            | 2538                                            | 2559                                            | 2640                                            | 2472                                            | 2к                                              | Эмблема конгресса                               |                                                 |
| 2                                               | 1961-11-27Mi                                    | 2634                                            | 2548                                            | 2539                                            | 2560                                            | 2641                                            | 2473                                            | 2к                                              | Долой колониализм!                              |                                                 |
| 3                                               | 1961-11-05Mi                                    | 2635                                            | 2549                                            | 2540                                            | 2548                                            | 2642                                            | 2474                                            | 4к                                              | Рука рабочего с молотом                         |                                                 |
| 4                                               | 1961-11-27Mi                                    | 2636                                            | 2550                                            | 2541                                            | 2561                                            | 2643                                            | 2475                                            | 4к                                              | За мир и дружбу между народами!                 |                                                 |
| 5                                               | 1961-11-15Mi                                    | 2637                                            | 2551                                            | 2542                                            | 2549                                            | 2644                                            | 2476                                            | 6к                                              | Эмблема конгресса                               |                                                 |
| 6                                               | 1961-11-27Mi                                    | 2638                                            | 2552                                            | 2543                                            | 2562                                            | 2645                                            | 2477                                            | 6к                                              | Долой колониализм!                              |                                                 |

## Первенства мира (1962)
Однолетняя серия почтовых марок СССР с разными датами выпуска посвящена первенствам мира. Эта серия была выпущена в 1962 году (17 февраля, 3 марта, 31 мая и 27 июня).
Каталог Петрищева и справочник Kar совместно определили эту достаточно определённую однолетнюю серию, все каталоги определили разные даты выпуска.
Здесь 9 марок. Первый номер серии ЦФА 2659, дата выпуска марки с первым номером серии 1962-05-31.
| Первенства мира (1962) | Первенства мира (1962) | Первенства мира (1962) | Первенства мира (1962) | Первенства мира (1962) | Первенства мира (1962) | Первенства мира (1962) | Первенства мира (1962) | Первенства мира (1962) | Первенства мира (1962)                   | Первенства мира (1962) |
| №                      | Дата                   | ЦФА                    | SC3                    | Scott4                 | Michel3                | SG3                    | Yvert3                 | Ном.                   | Кр.опис‑е                                | Изобр-е                |
| ---------------------- | ---------------------- | ---------------------- | ---------------------- | ---------------------- | ---------------------- | ---------------------- | ---------------------- | ---------------------- | ---------------------------------------- | ---------------------- |
| 1                      | 1962-05-31Mi           | 2659                   | 22608                  | 32564                  | 22607                  | 22695                  | 22525                  | 2к                     | Прыжки с трамплина (Польша, Закопане)    |                        |
| 2                      | 1962-02-17Mi           | 2660                   | 12571                  | 12562                  | 12575                  | 12663                  | 12496                  | 4к                     | Конькобежные соревнования (СССР, Москва) |                        |
| 3                      | 1962-05-31Mi           | 2661                   | 22609                  | 32565                  | 22608                  | 22696                  | 22526                  | 10к                    | Лыжные соревнования (Польша, Закопане)   |                        |
| 4                      | 1962-03-03Mi           | 2662                   | 12576                  | 22563                  | 12580                  | 12668                  | 12497                  | 4к                     | Победители Косичкин и Воронина           |                        |
| 5                      | 1962-06-27Mi           | 2697                   | 32611                  | 42603                  | 32611                  | 32698                  | 32529                  | 2к                     | Велогонки (Италия, Сало)                 |                        |
| 6                      | 1962-06-27Mi           | 2698                   | 32612                  | 42604                  | 32612                  | 32699                  | 32530                  | 4к                     | Волейбол (СССР, Москва)                  |                        |
| 7                      | 1962-06-27Mi           | 2699                   | 32613                  | 42605                  | 32613                  | 32700                  | 32531                  | 10к                    | Академическая гребля (Швейцария, Люцерн) |                        |
| 8                      | 1962-06-27Mi           | 2700                   | 32614                  | 42606                  | 32614                  | 32701                  | 32532                  | 12к                    | Футбол (Чили)                            |                        |
| 9                      | 1962-06-27Mi           | 2701                   | 32615                  | 42607                  | 32615                  | 32702                  | 32533                  | 16к                    | Современное пятиборье (Мексика, Мехико)  |                        |

## Годовщина первого полёта человека в космос (1962)
Однолетняя серия почтовых марок СССР с разными датами выпуска посвящена годовщине первого полёта человека в космос. Эта серия была выпущена в 1962 году (11, 12, 29 апреля и апрель).
Все шесть задействованных каталогов (ЦФА, SC, Scott, Michel, SG, Yvert) определили эту фиксированную однолетнюю серию, каталоги SC и Michel определили разные даты выпуска.
Здесь 6 марок с купоном одного рисунка, отличающиеся цветом купона. На марках символически изображён Космический корабль и земной шар. На купоне — земной шар, опоясанный орбитой, и факсимиле Ю. А. Гагарина. Первый номер серии ЦФА 2671, дата выпуска марки с первым номером серии 1962-04-11.
| Годовщина первого полёта человека в космос (1962) | Годовщина первого полёта человека в космос (1962) | Годовщина первого полёта человека в космос (1962) | Годовщина первого полёта человека в космос (1962) | Годовщина первого полёта человека в космос (1962) | Годовщина первого полёта человека в космос (1962) | Годовщина первого полёта человека в космос (1962) | Годовщина первого полёта человека в космос (1962) | Годовщина первого полёта человека в космос (1962) | Годовщина первого полёта человека в космос (1962) |
| №                                                 | Дата                                              | ЦФА                                               | SC                                                | Scott                                             | Michel                                            | SG                                                | Yvert                                             | Ном.                                              | Изобр-е                                           |
| ------------------------------------------------- | ------------------------------------------------- | ------------------------------------------------- | ------------------------------------------------- | ------------------------------------------------- | ------------------------------------------------- | ------------------------------------------------- | ------------------------------------------------- | ------------------------------------------------- | ------------------------------------------------- |
| 1                                                 | 1962-04-11Mi                                      | 2671                                              | 2583                                              | 2578, imperf                                      | 2587aB                                            | 2675B, light blue                                 | 2507, non dentelé                                 | 10к                                               |                                                   |
| 2                                                 | 1962-04-11Mi                                      | 2672                                              | 2584                                              | 2578, imperf                                      | 2587bB                                            | 2675B, lilac                                      | 2506, non dentelé                                 | 10к                                               |                                                   |
| 3                                                 | 1962-04-12Mi                                      | 2673                                              | 2585                                              | 2578                                              | 2587aA                                            | 2675A, light blue                                 | 2507                                              | 10к                                               |                                                   |
| 4                                                 | 1962-04-29Mi                                      | 2674                                              | 2586                                              | 2578                                              | 2587bA                                            | 2675A, lilac                                      | 2506                                              | 10к                                               |                                                   |
| 5                                                 | 1962-04Mi                                         | 2673A                                             | 2585A                                             | 2578                                              | 2587aC                                            | 2675a, light blue                                 | 2507                                              | 10к                                               |                                                   |
| 6                                                 | 1962-04Mi                                         | 2674A                                             | 2586A                                             | 2578                                              | 2587bC                                            | 2675a, lilac                                      | 2506                                              | 10к                                               |                                                   |

## Первый в мире групповой полёт А. Г. Николаева и П. Р. Поповича. Слава покорителям космоса! (1962)
Однолетняя серия почтовых марок СССР с разными датами выпуска посвящена первому в мире групповому полёту А. Г. Николаева и П. Р. Поповича и покорителям космоса. Эта серия была выпущена в 1962 году (13, 14 августа, 30, 31 октября и 24, 27 ноября).
Только один из шести задействованных каталогов (Scott) определил эту достаточно определённую однолетнюю серию (остальные каталоги разбили серию на три части), каталоги SC и Michel определили даты выпусков.
Здесь 12 марок. Первый номер серии ЦФА 2726, дата выпуска марки с первым номером серии 1962-08-13.
| Первый в мире групповой полёт А. Г. Николаева и П. Р. Поповича. Слава покорителям космоса! (1962) | Первый в мире групповой полёт А. Г. Николаева и П. Р. Поповича. Слава покорителям космоса! (1962) | Первый в мире групповой полёт А. Г. Николаева и П. Р. Поповича. Слава покорителям космоса! (1962) | Первый в мире групповой полёт А. Г. Николаева и П. Р. Поповича. Слава покорителям космоса! (1962) | Первый в мире групповой полёт А. Г. Николаева и П. Р. Поповича. Слава покорителям космоса! (1962) | Первый в мире групповой полёт А. Г. Николаева и П. Р. Поповича. Слава покорителям космоса! (1962) | Первый в мире групповой полёт А. Г. Николаева и П. Р. Поповича. Слава покорителям космоса! (1962) | Первый в мире групповой полёт А. Г. Николаева и П. Р. Поповича. Слава покорителям космоса! (1962) | Первый в мире групповой полёт А. Г. Николаева и П. Р. Поповича. Слава покорителям космоса! (1962) | Первый в мире групповой полёт А. Г. Николаева и П. Р. Поповича. Слава покорителям космоса! (1962) | Первый в мире групповой полёт А. Г. Николаева и П. Р. Поповича. Слава покорителям космоса! (1962) |
| №                                                                                                 | Дата                                                                                              | ЦФА3                                                                                              | SC3                                                                                               | Scott                                                                                             | Michel3                                                                                           | SG3                                                                                               | Yvert3                                                                                            | Ном.                                                                                              | Кр.опис‑е                                                                                         | Изобр-е                                                                                           |
| ------------------------------------------------------------------------------------------------- | ------------------------------------------------------------------------------------------------- | ------------------------------------------------------------------------------------------------- | ------------------------------------------------------------------------------------------------- | ------------------------------------------------------------------------------------------------- | ------------------------------------------------------------------------------------------------- | ------------------------------------------------------------------------------------------------- | ------------------------------------------------------------------------------------------------- | ------------------------------------------------------------------------------------------------- | ------------------------------------------------------------------------------------------------- | ------------------------------------------------------------------------------------------------- |
| 1                                                                                                 | 1962-08-13Mi                                                                                      | 12726                                                                                             | 12636                                                                                             | 2627, imperf                                                                                      | 12634B                                                                                            | 12723B                                                                                            | 12550, non dentelé                                                                                | 4к                                                                                                | Андриян Григорьевич Николаев                                                                      |                                                                                                   |
| 2                                                                                                 | 1962-08-13Mi                                                                                      | 12727                                                                                             | 12637                                                                                             | 2628, imperf                                                                                      | 12635B                                                                                            | 12724B                                                                                            | 12551, non dentelé                                                                                | 4к                                                                                                | Павел Романович Попович                                                                           |                                                                                                   |
| 3                                                                                                 | 1962-08-13Mi                                                                                      | 12728                                                                                             | 12638                                                                                             | 2629, imperf                                                                                      | 12636B                                                                                            | 12725B                                                                                            | 12552, non dentelé                                                                                | 6к                                                                                                | Космонавты в космических шлемах                                                                   |                                                                                                   |
| 4                                                                                                 | 1962-08-14Mi                                                                                      | 12729                                                                                             | 12639                                                                                             | 2627                                                                                              | 12634A                                                                                            | 12723A                                                                                            | 12550                                                                                             | 4к                                                                                                | Андриян Григорьевич Николаев                                                                      |                                                                                                   |
| 5                                                                                                 | 1962-08-14Mi                                                                                      | 12730                                                                                             | 12640                                                                                             | 2628                                                                                              | 12635A                                                                                            | 12724A                                                                                            | 12551                                                                                             | 4к                                                                                                | Павел Романович Попович                                                                           |                                                                                                   |
| 6                                                                                                 | 1962-08-14Mi                                                                                      | 12731                                                                                             | 12641                                                                                             | 2629                                                                                              | 12636A                                                                                            | 12725A                                                                                            | 12552                                                                                             | 6к                                                                                                | Космонавты в космических шлемах                                                                   |                                                                                                   |
| 7                                                                                                 | 1962-10-30Mi                                                                                      | 22762                                                                                             | 22675                                                                                             | 2630, imperf                                                                                      | 22670B                                                                                            | 22759B                                                                                            | 22585, non dentelé                                                                                | 6к                                                                                                | Скульптурная композиция «В Космос»!                                                               |                                                                                                   |
| 8                                                                                                 | 1962-10-30Mi                                                                                      | 22763                                                                                             | 22676                                                                                             | 2631, imperf                                                                                      | 22671B                                                                                            | 22760B                                                                                            | 22586, non dentelé                                                                                | 10к                                                                                               | Скульптурная композиция «В Космос»!                                                               |                                                                                                   |
| 9                                                                                                 | 1962-10-31Mi                                                                                      | 22764                                                                                             | 22677                                                                                             | 2630                                                                                              | 22670A                                                                                            | 22759A                                                                                            | 22585                                                                                             | 6к                                                                                                | Скульптурная композиция «В Космос»!                                                               |                                                                                                   |
| 10                                                                                                | 1962-10-31Mi                                                                                      | 22765                                                                                             | 22678                                                                                             | 2631                                                                                              | 22671A                                                                                            | 22760A                                                                                            | 22586                                                                                             | 10к                                                                                               | Скульптурная композиция «В Космос»!                                                               |                                                                                                   |
| 11                                                                                                | 1962-11-24Mi                                                                                      | 32780                                                                                             | 3Бл 33                                                                                            | 2631A, imperf                                                                                     | 3Block 31B                                                                                        | 32776a                                                                                            | 32601a                                                                                            | 1р                                                                                                | Групповой портрет                                                                                 |                                                                                                   |
| 12                                                                                                | 1962-11-27Mi                                                                                      | 32781                                                                                             | 3Бл 34                                                                                            | 2631A                                                                                             | 3Block 31A                                                                                        | 32776                                                                                             | 32601                                                                                             | 1р                                                                                                | Групповой портрет                                                                                 |                                                                                                   |

## Деятели русского искусства (1963)
Однолетняя серия почтовых марок СССР с разными датами выпуска посвящена деятелям русского искусства. Эта серия была выпущена в 1963 году (15 января, 17 ноября и 30 декабря).
Три из шести задействованных каталогов (ЦФА, Michel, SG) определили эту фиксированную однолетнюю серию, остальные разбили серию на 2 или 3 части, каталоги ЦФА, SC, Scott, Michel и SG определили даты выпусков.
Американский каталог Scott добавил в серию четвёртую марку ЦФА 2945 с памятником Пушкину, дата выпуска которой 17 ноября 1963 года.
Здесь 3 марки. Первый номер серии ЦФА 2804, дата выпуска марки с первым номером серии 1963-01-15.
| Деятели русского искусства (1963) | Деятели русского искусства (1963) | Деятели русского искусства (1963) | Деятели русского искусства (1963) | Деятели русского искусства (1963) | Деятели русского искусства (1963) | Деятели русского искусства (1963) | Деятели русского искусства (1963) | Деятели русского искусства (1963) | Деятели русского искусства (1963)                                            | Деятели русского искусства (1963) |
| №                                 | Дата                              | ЦФА                               | SC3                               | Scott2                            | Michel                            | SG                                | Yvert3                            | Ном.                              | Кр.опис‑е                                                                    | Изобр-е                           |
| --------------------------------- | --------------------------------- | --------------------------------- | --------------------------------- | --------------------------------- | --------------------------------- | --------------------------------- | --------------------------------- | --------------------------------- | ---------------------------------------------------------------------------- | --------------------------------- |
| 1                                 | 1963-01-15Mi                      | 2804                              | 12717                             | 12695                             | 2710                              | 2797                              | 12626                             | 4к                                | Русский и советский театральный режиссёр К. С. Станиславский                 |                                   |
| 2                                 | 1963-11-17Mi                      | 2805                              | 22852                             | 22813                             | 2829                              | 2798                              | 22741                             | 4к                                | Русский актёр, один из основоположников русской актёрской школы М. С. Щепкин |                                   |
| 3                                 | 1963-12-30Mi                      | 2806                              | 32881                             | 22814                             | 2859                              | 2799                              | 32765                             | 4к                                | Русский и советский цирковой артист, дрессировщик В. Л. Дуров                |                                   |

## Писатели и поэты нашей Родины 1 (1963)
Однолетняя серия почтовых марок СССР с разными датами выпуска посвящена писателям и поэтам народов СССР. Эта серия была выпущена в 1963 году (19 января, 24 марта, 13 апреля, 19 июля, 10 сентября, 10 октября, 24 октября, 27 ноября и 20 декабря).
«Каталог почтовых марок СССР 1963» вместе с каталогом Kar или Michel определил эту достаточно определённую однолетнюю серию, каталоги ЦФА, SC, Scott, Michel и SG определили даты выпусков.
Американский Scott и французский Yvert каталоги добавили в серию (назвав её «150 лет со дня рождения») ещё две марки ЦФА 2916—2917 с композиторами.
Английский каталог SG добавил в серию (назвав её «Знаменитости») ещё три марки ЦФА 2916—2918 с композиторами.
В каталоге Yvert перепутаны местами изображения марок Yvert 2728—2729.
Здесь 10 марок. Первый номер серии ЦФА 2807, дата выпуска марки с первым номером серии 1963-01-19.
| Писатели и поэты нашей Родины 1 (1963) | Писатели и поэты нашей Родины 1 (1963) | Писатели и поэты нашей Родины 1 (1963) | Писатели и поэты нашей Родины 1 (1963) | Писатели и поэты нашей Родины 1 (1963) | Писатели и поэты нашей Родины 1 (1963) | Писатели и поэты нашей Родины 1 (1963) | Писатели и поэты нашей Родины 1 (1963) | Писатели и поэты нашей Родины 1 (1963) | Писатели и поэты нашей Родины 1 (1963)                                      | Писатели и поэты нашей Родины 1 (1963) |
| №                                      | Дата                                   | ЦФА2                                   | SC10                                   | Scott7                                 | Michel2                                | SG4                                    | Yvert7                                 | Ном.                                   | Кр.опис‑е                                                                   | Изобр-е                                |
| -------------------------------------- | -------------------------------------- | -------------------------------------- | -------------------------------------- | -------------------------------------- | -------------------------------------- | -------------------------------------- | -------------------------------------- | -------------------------------------- | --------------------------------------------------------------------------- | -------------------------------------- |
| 1                                      | 1963-01-19Mi (01-15SC)                 | 12807                                  | 12718                                  | 12696                                  | 12711                                  | 12800                                  | 12627                                  | 4к                                     | А. С. Серафимович, советский писатель, журналист, военный корреспондент     |                                        |
| 2                                      | 1963-04-13Mi                           | 12808                                  | 22762                                  | 22735                                  | 12753                                  | 12801                                  | 22665                                  | 4к                                     | Демьян Бедный, советский поэт, писатель, публицист                          |                                        |
| 3                                      | 1963-10-10Mi                           | 12809                                  | 32829                                  | 32786                                  | 12808                                  | 12802                                  | 32717                                  | 4к                                     | Г. И. Успенский, русский писатель, публицист                                |                                        |
| 4                                      | 1963-11-27Mi                           | 12810                                  | 42855                                  | 32787                                  | 12833                                  | 12803                                  | 32718                                  | 4к                                     | Н. П. Огарёв, русский поэт, публицист                                       |                                        |
| 5                                      | 1963-11-27Mi                           | 12811                                  | 52856                                  | 32788                                  | 12834                                  | 12804                                  | 32719                                  | 4к                                     | В. Я. Брюсов, русский поэт, прозаик, драматург, переводчик                  |                                        |
| 6                                      | 1963-12-20Mi                           | 12812                                  | 62862                                  | 32789                                  | 12840                                  | 12805                                  | 32720                                  | 4к                                     | Ф. В. Гладков, русский советский писатель, журналист, военный корреспондент |                                        |
| 7                                      | 1963-03-24Mi                           | 12837                                  | 72740                                  | 42719                                  | 22734                                  | 22830                                  | 42647                                  | 4к                                     | Р. М. Блауманис, латышский драматург, прозаик                               |                                        |
| 8                                      | 1963-09-10Mi                           | 12838                                  | 82821                                  | 52777                                  | 22800                                  | 32890                                  | 52710                                  | 4к                                     | Г. Д. Эристави, грузинский писатель, драматург, режиссёр, актёр             |                                        |
| 9                                      | 1963-10-24Mi                           | 12839                                  | 92838                                  | 62802                                  | 22817                                  | 32892                                  | 62729                                  | 4к                                     | О. Ю. Кобылянская, украинская писательница                                  |                                        |
| 10                                     | 1963-07-19Mi                           | 22905                                  | 102801                                 | 72756                                  | 12781                                  | 42874                                  | 72690                                  | 4к                                     | В. В. Маяковский, русский и советский поэт. Футурист                        |                                        |

## Второй в мире групповой полёт В. Ф. Быковского и В. В. Терешковой (1963)
Однолетняя серия почтовых марок СССР с разными датами выпуска посвящена второму в мире групповому полёту В. Ф. Быковского и В. В. Терешковой. Эта серия была выпущена в 1963 году (20, 22 июня и 12, 19 июля).
Пять из шести задействованных каталогов (ЦФА, SC, Scott, Michel, SG) определили эту фиксированную однолетнюю серию, каталоги SC, Michel определили даты выпусков.
Здесь 10 марок. Первый номер серии ЦФА 2882, дата выпуска марки с первым номером серии 1963-06-20.
| Второй в мире групповой полёт В. Ф. Быковского и В. В. Терешковой (1963) | Второй в мире групповой полёт В. Ф. Быковского и В. В. Терешковой (1963) | Второй в мире групповой полёт В. Ф. Быковского и В. В. Терешковой (1963) | Второй в мире групповой полёт В. Ф. Быковского и В. В. Терешковой (1963) | Второй в мире групповой полёт В. Ф. Быковского и В. В. Терешковой (1963) | Второй в мире групповой полёт В. Ф. Быковского и В. В. Терешковой (1963) | Второй в мире групповой полёт В. Ф. Быковского и В. В. Терешковой (1963) | Второй в мире групповой полёт В. Ф. Быковского и В. В. Терешковой (1963) | Второй в мире групповой полёт В. Ф. Быковского и В. В. Терешковой (1963) | Второй в мире групповой полёт В. Ф. Быковского и В. В. Терешковой (1963) | Второй в мире групповой полёт В. Ф. Быковского и В. В. Терешковой (1963) |
| №                                                                        | Дата                                                                     | ЦФА                                                                      | SC                                                                       | Scott                                                                    | Michel                                                                   | SG                                                                       | Yvert2                                                                   | Ном.                                                                     | Кр.опис‑е                                                                | Изобр-е                                                                  |
| ------------------------------------------------------------------------ | ------------------------------------------------------------------------ | ------------------------------------------------------------------------ | ------------------------------------------------------------------------ | ------------------------------------------------------------------------ | ------------------------------------------------------------------------ | ------------------------------------------------------------------------ | ------------------------------------------------------------------------ | ------------------------------------------------------------------------ | ------------------------------------------------------------------------ | ------------------------------------------------------------------------ |
| 1                                                                        | 1963-06-20Mi                                                             | 2882                                                                     | 2783                                                                     | 2751, imperf                                                             | 2769B                                                                    | 2864B                                                                    | 12681, non dentelé                                                       | 6к                                                                       | В. Ф. Быковский и «Восток-5»                                             |                                                                          |
| 2                                                                        | 1963-06-20Mi                                                             | 2883                                                                     | 2784                                                                     | 2750, imperf                                                             | 2770B                                                                    | 2865B                                                                    | 12682, non dentelé                                                       | 6к                                                                       | В. Терешкова и «Восток-6»                                                |                                                                          |
| 3                                                                        | 1963-06-20Mi                                                             | 2884                                                                     | 2785                                                                     | 2752, imperf                                                             | 2771B                                                                    | 2866B                                                                    | 12683, non dentelé                                                       | 10к                                                                      | Символический космический полёт                                          |                                                                          |
| 4                                                                        | 1963-06-22Mi                                                             | 2885                                                                     | 2786                                                                     | 2751                                                                     | 2769A                                                                    | 2864A                                                                    | 12681                                                                    | 6к                                                                       | В. Ф. Быковский и «Восток-5»                                             |                                                                          |
| 5                                                                        | 1963-06-22Mi                                                             | 2886                                                                     | 2787                                                                     | 2750                                                                     | 2770A                                                                    | 2865A                                                                    | 12682                                                                    | 6к                                                                       | В. Терешкова и «Восток-6»                                                |                                                                          |
| 6                                                                        | 1963-06-22Mi                                                             | 2887                                                                     | 2788                                                                     | 2752                                                                     | 2771A                                                                    | 2866A                                                                    | 12683                                                                    | 10к                                                                      | Символический космический полёт                                          |                                                                          |
| 7                                                                        | 1963-07-19Mi                                                             | 2888                                                                     | 2802                                                                     | 2748                                                                     | 2782A                                                                    | 2875                                                                     | 12691                                                                    | 4к                                                                       | В. Ф. Быковский в космическом шлеме                                      |                                                                          |
| 8                                                                        | 1963-07-19Mi                                                             | 2889                                                                     | 2803                                                                     | 2749                                                                     | 2783A                                                                    | 2876                                                                     | 12692                                                                    | 4к                                                                       | В. Терешкова в космическом шлеме                                         |                                                                          |
| 9                                                                        | 1963-07-19Mi                                                             | 2890                                                                     | 2804                                                                     | 2753                                                                     | 2784A                                                                    | 2877                                                                     | 12693                                                                    | 10к                                                                      | Портрет В. В. Терешковой                                                 |                                                                          |
| 10                                                                       | 1963-07-12Mi                                                             | 2891                                                                     | 2805                                                                     | 2753, imperf                                                             | 2784B                                                                    | 2877a                                                                    | 12693a                                                                   | 10к                                                                      | Портрет В. В. Терешковой                                                 |                                                                          |

## III летняя Спартакиада народов СССР (1963)
Однолетняя серия почтовых марок СССР с разными датами выпуска посвящена III летней Спартакиаде народов СССР. Эта серия была выпущена в 1963 году (27 июня, 27 июля и 22 декабря).
Все шесть задействованных каталогов (ЦФА, SC, Scott, Michel, SG, Yvert) определили эту фиксированную однолетнюю серию, каталоги ЦФА, SC, Michel, SG определили даты выпусков.
Здесь 10 марок и блок. Первый номер серии ЦФА 2893, дата выпуска марки с первым номером серии 1963-06-27.
| III летняя Спартакиада народов СССР (1963) | III летняя Спартакиада народов СССР (1963) | III летняя Спартакиада народов СССР (1963) | III летняя Спартакиада народов СССР (1963) | III летняя Спартакиада народов СССР (1963) | III летняя Спартакиада народов СССР (1963) | III летняя Спартакиада народов СССР (1963) | III летняя Спартакиада народов СССР (1963) | III летняя Спартакиада народов СССР (1963) | III летняя Спартакиада народов СССР (1963) | III летняя Спартакиада народов СССР (1963) |
| №                                          | Дата                                       | ЦФА                                        | SC                                         | Scott                                      | Michel                                     | SG                                         | Yvert                                      | Ном.                                       | Кр.опис‑е                                  | Изобр-е                                    |
| ------------------------------------------ | ------------------------------------------ | ------------------------------------------ | ------------------------------------------ | ------------------------------------------ | ------------------------------------------ | ------------------------------------------ | ------------------------------------------ | ------------------------------------------ | ------------------------------------------ | ------------------------------------------ |
| 1                                          | 1963-06-27Mi                               | 2893                                       | 2790                                       | 2759, imperf                               | 2773B                                      | 2868A                                      | 2684, non dentelé                          | 3к                                         | Велосипедный спорт                         |                                            |
| 2                                          | 1963-06-27Mi                               | 2894                                       | 2791                                       | 2760, imperf                               | 2774B                                      | 2869A                                      | 2685, non dentelé                          | 4к                                         | Лёгкая атлетика. Прыжки в длину            |                                            |
| 3                                          | 1963-06-27Mi                               | 2895                                       | 2792                                       | 2761, imperf                               | 2775B                                      | 2870A                                      | 2686, non dentelé                          | 6к                                         | Плавание. На старте                        |                                            |
| 4                                          | 1963-06-27Mi                               | 2896                                       | 2793                                       | 2762, imperf                               | 2776B                                      | 2871A                                      | 2687, non dentelé                          | 12к                                        | Баскетбол                                  |                                            |
| 5                                          | 1963-06-27Mi                               | 2897                                       | 2794                                       | 2763, imperf                               | 2777B                                      | 2872A                                      | 2688, non dentelé                          | 16к                                        | Футбол                                     |                                            |
| 6                                          | 1963-07-27Mi                               | 2898                                       | 2795                                       | 2759                                       | 2773A                                      | 2868B                                      | 2684                                       | 3к                                         | Велосипедный спорт                         |                                            |
| 7                                          | 1963-07-27Mi                               | 2899                                       | 2796                                       | 2760                                       | 2774A                                      | 2869B                                      | 2685                                       | 4к                                         | Лёгкая атлетика. Прыжки в длину            |                                            |
| 8                                          | 1963-07-27Mi                               | 2900                                       | 2797                                       | 2761                                       | 2775A                                      | 2870B                                      | 2686                                       | 6к                                         | Плавание. На старте                        |                                            |
| 9                                          | 1963-07-27Mi                               | 2901                                       | 2798                                       | 2762                                       | 2776A                                      | 2871B                                      | 2687                                       | 12к                                        | Баскетбол                                  |                                            |
| 10                                         | 1963-07-27Mi                               | 2902                                       | 2799                                       | 2763                                       | 2777A                                      | 2872B                                      | 2688                                       | 16к                                        | Футбол                                     |                                            |
| 11                                         | 1963-12-22Mi                               | 2903                                       | Бл 35                                      | 2763a                                      | Block 32                                   | MS2872a                                    | Blocs 32                                   | 3к + 4к + 12к + 16к                        | Спортсмены                                 |                                            |

## IX зимние Олимпийские игры в Инсбруке (Австрия) (1964)
Однолетняя серия почтовых марок СССР с разными датами выпуска посвящена IX зимним Олимпийским играм в Инсбруке (Австрия). Эта серия была выпущена в 1964 году (29 января, 4 февраля и 9 марта).
«Каталог почтовых марок СССР 1964» и каталог Kar определили эту достаточно определённую однолетнюю серию, каталоги SC, Michel, SG определили даты выпусков.
Здесь 17 марок. Первый номер серии ЦФА 2972, дата выпуска марки с первым номером серии 1964-01-29.
| IX зимние Олимпийские игры в Инсбруке (Австрия) (1964) | IX зимние Олимпийские игры в Инсбруке (Австрия) (1964) | IX зимние Олимпийские игры в Инсбруке (Австрия) (1964) | IX зимние Олимпийские игры в Инсбруке (Австрия) (1964) | IX зимние Олимпийские игры в Инсбруке (Австрия) (1964) | IX зимние Олимпийские игры в Инсбруке (Австрия) (1964) | IX зимние Олимпийские игры в Инсбруке (Австрия) (1964) | IX зимние Олимпийские игры в Инсбруке (Австрия) (1964) | IX зимние Олимпийские игры в Инсбруке (Австрия) (1964) | IX зимние Олимпийские игры в Инсбруке (Австрия) (1964) | IX зимние Олимпийские игры в Инсбруке (Австрия) (1964) |
| №                                                      | Дата                                                   | ЦФА                                                    | SC3                                                    | Scott2                                                 | Michel2                                                | SG2                                                    | Yvert2                                                 | Ном.                                                   | Кр.опис‑е                                              | Изобр-е                                                |
| ------------------------------------------------------ | ------------------------------------------------------ | ------------------------------------------------------ | ------------------------------------------------------ | ------------------------------------------------------ | ------------------------------------------------------ | ------------------------------------------------------ | ------------------------------------------------------ | ------------------------------------------------------ | ------------------------------------------------------ | ------------------------------------------------------ |
| 1                                                      | 1964-01-29Mi                                           | 2972                                                   | 12888                                                  | 12843, imperf                                          | 12866B                                                 | 12947A                                                 | 12772, non dentelé                                     | 2к                                                     | Конькобежный спорт среди женщин                        |                                                        |
| 2                                                      | 1964-01-29Mi                                           | 2973                                                   | 12889                                                  | 12844, imperf                                          | 12867B                                                 | 12948A                                                 | 12773, non dentelé                                     | 4к                                                     | Лыжные гонки среди женщин                              |                                                        |
| 3                                                      | 1964-01-29Mi                                           | 2974                                                   | 12890                                                  | 12845, imperf                                          | 12868B                                                 | 12949A                                                 | 12774, non dentelé                                     | 6к                                                     | Олимпийская эмблема и факел                            |                                                        |
| 4                                                      | 1964-01-29Mi                                           | 2975                                                   | 12891                                                  | 12846, imperf                                          | 12869B                                                 | 12950A                                                 | 12775, non dentelé                                     | 10к                                                    | Биатлон                                                |                                                        |
| 5                                                      | 1964-01-29Mi                                           | 2976                                                   | 12892                                                  | 12847, imperf                                          | 12870B                                                 | 12951A                                                 | 12776, non dentelé                                     | 12к                                                    | Парное фигурное катание                                |                                                        |
| 6                                                      | 1964-02-04Mi                                           | 2977                                                   | 12893                                                  | 12843                                                  | 12866A                                                 | 12947B                                                 | 12772                                                  | 2к                                                     | Конькобежный спорт среди женщин                        |                                                        |
| 7                                                      | 1964-02-04Mi                                           | 2978                                                   | 12894                                                  | 12844                                                  | 12867A                                                 | 12948B                                                 | 12773                                                  | 4к                                                     | Лыжные гонки среди женщин                              |                                                        |
| 8                                                      | 1964-02-04Mi                                           | 2979                                                   | 12895                                                  | 12845                                                  | 12868A                                                 | 12949B                                                 | 12774                                                  | 6к                                                     | Олимпийская эмблема и факел                            |                                                        |
| 9                                                      | 1964-02-04Mi                                           | 2980                                                   | 12896                                                  | 12846                                                  | 12869A                                                 | 12950B                                                 | 12775                                                  | 10к                                                    | Биатлон                                                |                                                        |
| 10                                                     | 1964-02-04Mi                                           | 2981                                                   | 12897                                                  | 12847                                                  | 12870A                                                 | 12951B                                                 | 12776                                                  | 12к                                                    | Парное фигурное катание                                |                                                        |
| 11                                                     | 1964-03-09Mi                                           | 2982                                                   | 22915                                                  | 22865                                                  | 22887                                                  | 22969                                                  | 22790                                                  | 2к                                                     | Конькобежный спорт среди женщин. Надпечатка            |                                                        |
| 12                                                     | 1964-03-09Mi                                           | 2983                                                   | 32920                                                  | 22866                                                  | 22892                                                  | 22974                                                  | 22791                                                  | 3к                                                     | Хоккей на льду                                         |                                                        |
| 13                                                     | 1964-03-09Mi                                           | 2984                                                   | 22916                                                  | 22867                                                  | 22888                                                  | 22970                                                  | 22792                                                  | 4к                                                     | Лыжные гонки среди женщин. Надпечатка                  |                                                        |
| 14                                                     | 1964-03-09Mi                                           | 2985                                                   | 22917                                                  | 22868                                                  | 22889                                                  | 22971                                                  | 22793                                                  | 6к                                                     | Олимпийская эмблема и факел. Надпечатка                |                                                        |
| 15                                                     | 1964-03-09Mi                                           | 2986                                                   | 22918                                                  | 22869                                                  | 22890                                                  | 22972                                                  | 22794                                                  | 10к                                                    | Биатлон. Надпечатка                                    |                                                        |
| 16                                                     | 1964-03-09Mi                                           | 2987                                                   | 22919                                                  | 22870                                                  | 22891                                                  | 22973                                                  | 22795                                                  | 12к                                                    | Парное фигурное катание. Надпечатка                    |                                                        |
| 17                                                     | 1964-03-09Mi                                           | 2988                                                   | 32921                                                  | 22871                                                  | 22893                                                  | 22975                                                  | 22796                                                  | 16к                                                    | Медаль олимпиады                                       |                                                        |

## Большая химия — народному хозяйству! (1964)
Однолетняя серия почтовых марок СССР с разными датами выпуска посвящена химической промышленности СССР. Эта серия была выпущена в 1964 году (10 февраля, 27 марта и 25 декабря).
Три из шести задействованных каталогов (ЦФА, SC, Michel) определили эту фиксированную однолетнюю серию, каталоги SC, Scott, Michel, SG определили даты выпусков.
В американском каталоге Scott перепутаны описания марок ЦФА 2990 и 2992, если исходить из того, что даты выпусков указаны верно.
Здесь 5 марок. Первый номер серии ЦФА 2990, дата выпуска марки с первым номером серии 1964-02-10.
| Большая химия — народному хозяйству! (1964) | Большая химия — народному хозяйству! (1964) | Большая химия — народному хозяйству! (1964) | Большая химия — народному хозяйству! (1964) | Большая химия — народному хозяйству! (1964) | Большая химия — народному хозяйству! (1964) | Большая химия — народному хозяйству! (1964) | Большая химия — народному хозяйству! (1964) | Большая химия — народному хозяйству! (1964) | Большая химия — народному хозяйству! (1964) | Большая химия — народному хозяйству! (1964) |
| №                                           | Дата                                        | ЦФА                                         | SC                                          | Scott2                                      | Michel                                      | SG2                                         | Yvert2                                      | Ном.                                        | Кр.опис‑е                                   | Изобр-е                                     |
| ------------------------------------------- | ------------------------------------------- | ------------------------------------------- | ------------------------------------------- | ------------------------------------------- | ------------------------------------------- | ------------------------------------------- | ------------------------------------------- | ------------------------------------------- | ------------------------------------------- | ------------------------------------------- |
| 1                                           | 1964-02-10Mi                                | 2990                                        | 2899                                        | 12872                                       | 2872                                        | 12953                                       | 12798                                       | 4к                                          | Хлопок, пшеница и кукуруза                  |                                             |
| 2                                           | 1964-03-27Mi                                | 2991                                        | 2900                                        | 12873                                       | 2874                                        | 12954                                       | 12799                                       | 4к                                          | Химические волокна                          |                                             |
| 3                                           | 1964-03-27Mi                                | 2992                                        | 2901                                        | 12874                                       | 2873                                        | 12955                                       | 12797                                       | 4к                                          | Автомобильная шина                          |                                             |
| 4                                           | 1964-12-25Mi                                | 2993                                        | 3046                                        | 22973                                       | 2993                                        | 23068                                       | 22890                                       | 4к                                          | Сельское хозяйство                          |                                             |
| 5                                           | 1964-12-25Mi                                | 2994                                        | 3047                                        | 22974                                       | 2994                                        | 23069                                       | 22891                                       | 6к                                          | Химический завод. Газгольдер                |                                             |

## К 20-летию освобождения Одессы, Ленинграда и Белоруссии (1964)
Однолетняя серия почтовых марок СССР с разными датами выпуска посвящена 20-летию освобождения Одессы, Ленинграда и Белоруссии во время Великой Отечественной войны. Эта серия была выпущена в 1964 году (10 апреля, 9 мая и 30 июня).
Только один из шести задействованных каталогов (Scott) определил эту достаточно определённую однолетнюю серию, каталоги ЦФА, SC, Scott, Michel, SG определили даты выпусков.
Здесь 3 марки. Первый номер серии ЦФА 3024, дата выпуска марки с первым номером серии 1964-04-10.
| К 20-летию освобождения Одессы, Ленинграда и Белоруссии (1964) | К 20-летию освобождения Одессы, Ленинграда и Белоруссии (1964) | К 20-летию освобождения Одессы, Ленинграда и Белоруссии (1964) | К 20-летию освобождения Одессы, Ленинграда и Белоруссии (1964) | К 20-летию освобождения Одессы, Ленинграда и Белоруссии (1964) | К 20-летию освобождения Одессы, Ленинграда и Белоруссии (1964) | К 20-летию освобождения Одессы, Ленинграда и Белоруссии (1964) | К 20-летию освобождения Одессы, Ленинграда и Белоруссии (1964) | К 20-летию освобождения Одессы, Ленинграда и Белоруссии (1964) | К 20-летию освобождения Одессы, Ленинграда и Белоруссии (1964) | К 20-летию освобождения Одессы, Ленинграда и Белоруссии (1964) |
| №                                                              | Дата                                                           | ЦФА2                                                           | SC3                                                            | Scott                                                          | Michel3                                                        | SG2                                                            | Yvert2                                                         | Ном.                                                           | Кр.опис‑е                                                      | Изобр-е                                                        |
| -------------------------------------------------------------- | -------------------------------------------------------------- | -------------------------------------------------------------- | -------------------------------------------------------------- | -------------------------------------------------------------- | -------------------------------------------------------------- | -------------------------------------------------------------- | -------------------------------------------------------------- | -------------------------------------------------------------- | -------------------------------------------------------------- | -------------------------------------------------------------- |
| 1                                                              | 1964-04-10Mi                                                   | 13024                                                          | 12938                                                          | 2876                                                           | 12902                                                          | 12977                                                          | 12801                                                          | 4к                                                             | Воронцовский маяк. Матрос с автоматом                          |                                                                |
| 2                                                              | 1964-05-09Mi                                                   | 13025                                                          | 22941                                                          | 2877                                                           | 22905                                                          | 12978                                                          | 12801A                                                         | 4к                                                             | Памятник В. И. Ленину у Финляндского вокзала                   |                                                                |
| 3                                                              | 1964-06-30Mi                                                   | 23070                                                          | 32978                                                          | 2878                                                           | 32929                                                          | 23016                                                          | 22838                                                          | 4к                                                             | Монумент Победы (Минск). Флаг Белорусской ССР                  |                                                                |

## Писатели и поэты нашей Родины 2 (1964)
Однолетняя серия почтовых марок СССР с разными датами выпуска посвящена писателям и поэтам народов СССР. Эта серия была выпущена в 1964 году (15 мая, 17 сентября, 14 октября и 25 ноября).
Пять из шести задействованных каталоги (ЦФА, Scott, Michel, SG и Yvert) определили эту фиксированную однолетнюю серию, каталоги SC, Michel, SG определили даты выпусков.
Здесь 6 марок. Первый номер серии ЦФА 3034, дата выпуска марки с первым номером серии 1964-05-15.
| Писатели и поэты нашей Родины 2 (1964) | Писатели и поэты нашей Родины 2 (1964) | Писатели и поэты нашей Родины 2 (1964) | Писатели и поэты нашей Родины 2 (1964) | Писатели и поэты нашей Родины 2 (1964) | Писатели и поэты нашей Родины 2 (1964) | Писатели и поэты нашей Родины 2 (1964) | Писатели и поэты нашей Родины 2 (1964) | Писатели и поэты нашей Родины 2 (1964) | Писатели и поэты нашей Родины 2 (1964)                  | Писатели и поэты нашей Родины 2 (1964) |
| №                                      | Дата                                   | ЦФА                                    | SC6                                    | Scott                                  | Michel                                 | SG                                     | Yvert                                  | Ном.                                   | Кр.опис‑е                                               | Изобр-е                                |
| -------------------------------------- | -------------------------------------- | -------------------------------------- | -------------------------------------- | -------------------------------------- | -------------------------------------- | -------------------------------------- | -------------------------------------- | -------------------------------------- | ------------------------------------------------------- | -------------------------------------- |
| 1                                      | 1964-05-15Mi                           | 3034                                   | 12945                                  | 2894                                   | 2909                                   | 2992                                   | 2813                                   | 4к                                     | Д. И. Гулиа, абхазский писатель                         |                                        |
| 2                                      | 1964-05-15Mi                           | 3035                                   | 22946                                  | 2895                                   | 2910                                   | 2993                                   | 2815                                   | 4к                                     | Хамза Хакимзаде Ниязи, узбекский поэт                   |                                        |
| 3                                      | 1964-05-15Mi                           | 3036                                   | 32947                                  | 2896                                   | 2911                                   | 2994                                   | 2814                                   | 4к                                     | Сакен Сейфуллин, казахский поэт и писатель              |                                        |
| 4                                      | 1964-09-17Mi                           | 3037                                   | 43011                                  | 2896A                                  | 2956                                   | 2995                                   | 2816                                   | 4к                                     | М. Коцюбинский, украинский писатель                     |                                        |
| 5                                      | 1964-10-14Mi                           | 3038                                   | 53023                                  | 2896B                                  | 2971                                   | 2996                                   | 2817                                   | 4к                                     | С. И. Назарян, российский армянский издатель, публицист |                                        |
| 6                                      | 1964-11-25Mi                           | 3039                                   | 63035                                  | 2896C                                  | 2982                                   | 2997                                   | 2818                                   | 4к                                     | Токтогул Сатылганов, киргизский советский акын-демократ |                                        |

## XVIII летние Олимпийские игры в Токио (1964)
Однолетняя серия почтовых марок СССР с разными датами выпуска посвящена XVIII летним Олимпийским играм в Токио. Эта серия была выпущена в 1964 году (27 и 31 июля и 27 сентября).
Все шесть задействованных каталогов (ЦФА, SC, Scott, Michel, SG и Yvert) определили эту фиксированную однолетнюю серию, каталоги ЦФА, SC, Scott, Michel, SG определили даты выпусков.
Здесь 12 марок и 2 блока, на всех — советская эмблема олимпиады. Первый номер серии ЦФА 3073, дата выпуска марки с первым номером серии 1964-07-27.
| XVIII летние Олимпийские игры в Токио (1964) | XVIII летние Олимпийские игры в Токио (1964) | XVIII летние Олимпийские игры в Токио (1964) | XVIII летние Олимпийские игры в Токио (1964) | XVIII летние Олимпийские игры в Токио (1964) | XVIII летние Олимпийские игры в Токио (1964) | XVIII летние Олимпийские игры в Токио (1964) | XVIII летние Олимпийские игры в Токио (1964) | XVIII летние Олимпийские игры в Токио (1964) | XVIII летние Олимпийские игры в Токио (1964) | XVIII летние Олимпийские игры в Токио (1964) |
| №                                            | Дата                                         | ЦФА                                          | SC                                           | Scott                                        | Michel                                       | SG                                           | Yvert                                        | Ном.                                         | Кр.опис‑е                                    | Изобр-е                                      |
| -------------------------------------------- | -------------------------------------------- | -------------------------------------------- | -------------------------------------------- | -------------------------------------------- | -------------------------------------------- | -------------------------------------------- | -------------------------------------------- | -------------------------------------------- | -------------------------------------------- | -------------------------------------------- |
| 1                                            | 1964-07-27Mi                                 | 3073                                         | 2981                                         | 2921, imperf                                 | 2932B                                        | 3019A                                        | 2843, non dentelé                            | 3к                                           | Конный спорт                                 |                                              |
| 2                                            | 1964-07-27Mi                                 | 3074                                         | 2982                                         | 2922, imperf                                 | 2933B                                        | 3020A                                        | 2844, non dentelé                            | 4к                                           | Тяжёлая атлетика. Толчок                     |                                              |
| 3                                            | 1964-07-27Mi                                 | 3075                                         | 2983                                         | 2923, imperf                                 | 2934B                                        | 3021A                                        | 2845, non dentelé                            | 6к                                           | Легкая атлетика. Прыжок в высоту             |                                              |
| 4                                            | 1964-07-27Mi                                 | 3076                                         | 2984                                         | 2924, imperf                                 | 2935B                                        | 3022A                                        | 2846, non dentelé                            | 10к                                          | Гребной спорт. Соревнования на каноэ         |                                              |
| 5                                            | 1964-07-27Mi                                 | 3077                                         | 2985                                         | 2925, imperf                                 | 2936B                                        | 3023A                                        | 2847, non dentelé                            | 12к                                          | Спортивная гимнастика. Разновысокие брусья   |                                              |
| 6                                            | 1964-07-27Mi                                 | 3078                                         | 2986                                         | 2926, imperf                                 | 2937B                                        | 3024A                                        | 2848, non dentelé                            | 16к                                          | Фехтование                                   |                                              |
| 7                                            | 1964-07-31Mi                                 | 3079                                         | 2987                                         | 2921                                         | 2932A                                        | 3019B                                        | 2843                                         | 3к                                           | Конный спорт                                 |                                              |
| 8                                            | 1964-07-31Mi                                 | 3080                                         | 2988                                         | 2922                                         | 2933A                                        | 3020B                                        | 2844                                         | 4к                                           | Тяжёлая атлетика. Толчок                     |                                              |
| 9                                            | 1964-07-31Mi                                 | 3081                                         | 2989                                         | 2923                                         | 2934A                                        | 3021B                                        | 2845                                         | 6к                                           | Легкая атлетика. Прыжок в высоту             |                                              |
| 10                                           | 1964-07-31Mi                                 | 3082                                         | 2990                                         | 2924                                         | 2935A                                        | 3022B                                        | 2846                                         | 10к                                          | Гребной спорт. Соревнования на каноэ         |                                              |
| 11                                           | 1964-07-31Mi                                 | 3083                                         | 2991                                         | 2925                                         | 2936A                                        | 3023B                                        | 2847                                         | 12к                                          | Спортивная гимнастика. Разновысокие брусья   |                                              |
| 12                                           | 1964-07-31Mi                                 | 3084                                         | 2992                                         | 2926                                         | 2937A                                        | 3024B                                        | 2848                                         | 16к                                          | Фехтование                                   |                                              |
| 13                                           | 1964-07-31Mi                                 | 3085                                         | Бл 36                                        | Green sheet                                  | Block 33                                     | MS3024a                                      | Bloc 33                                      | 1р                                           | Гимнастка на фоне стадиона («Зелёный блок»)  |                                              |
| 14                                           | 1964-09-27Mi                                 | 3086                                         | Бл 37                                        | Red sheet                                    | Block 35                                     | MS3024b                                      | Bloc 34                                      | 1р                                           | Гимнастка на фоне стадиона                   |                                              |

## Выдающиеся советские врачи (1964)
Однолетняя серия почтовых марок СССР с разными датами выпуска посвящена выдающимся советским врачам. Эта серия была выпущена в 1964 году (3 и 20 сентября и 31 октября).
Только два из шести задействованных каталогов (Scott и SG) определили эту достаточно определённую однолетнюю серию, каталоги ЦФА, SC, Scott, Michel, SG определили даты выпусков.
Здесь 3 марки. Первый номер серии ЦФА 3096, дата выпуска марки с первым номером серии 1964-09-03.
| Выдающиеся советские врачи (1964) | Выдающиеся советские врачи (1964) | Выдающиеся советские врачи (1964) | Выдающиеся советские врачи (1964) | Выдающиеся советские врачи (1964) | Выдающиеся советские врачи (1964) | Выдающиеся советские врачи (1964) | Выдающиеся советские врачи (1964) | Выдающиеся советские врачи (1964) | Выдающиеся советские врачи (1964)                                 | Выдающиеся советские врачи (1964) |
| №                                 | Дата                              | ЦФА3                              | SC3                               | Scott                             | Michel2                           | SG                                | Yvert3                            | Ном.                              | Кр.опис‑е                                                         | Изобр-е                           |
| --------------------------------- | --------------------------------- | --------------------------------- | --------------------------------- | --------------------------------- | --------------------------------- | --------------------------------- | --------------------------------- | --------------------------------- | ----------------------------------------------------------------- | --------------------------------- |
| 1                                 | 1964-09-03Mi                      | 13096                             | 13007                             | 2936                              | 12953                             | 3033                              | 12857                             | 4к                                | А. В. Вишневский, русский и советский хирург                      |                                   |
| 2                                 | 1964-09-20Mi                      | 23097                             | 23012                             | 2937                              | 12958                             | 3034                              | 22860                             | 4к                                | Н. А. Семашко, врач, один из организаторов системы Семашко        |                                   |
| 3                                 | 1964-10-31Mi                      | 33118                             | 33031                             | 2938                              | 22978                             | 3035                              | 32876                             | 4к                                | Д. И. Ивановский, русский микробиолог, основоположник вирусологии |                                   |

## Первый в мире полёт трёх космонавтов В. М. Комарова, К. П. Феоктистова и Б. Б. Егорова (1964)
Однолетняя серия почтовых марок СССР с разными датами выпуска посвящена первому в мире полёту трёх советских космонавтов В. М. Комарова, К. П. Феоктистова и Б. Б. Егорова на трёхместном космическом корабле «Восход». Эта серия была выпущена в 1964 году (13, 17 и 19 октября и 20 ноября).
Пять из шести задействованных каталогов (ЦФА, SC, Scott, Michel и SG) определили эту фиксированную однолетнюю серию, каталоги ЦФА, SC, Scott, Michel, SG определили даты выпусков.
Здесь 5 марок и блок. Первый номер серии ЦФА 3110, дата выпуска марки с первым номером серии 1964-10-19.
| Первый в мире полёт трёх космонавтов В. М. Комарова, К. П. Феоктистова и Б. Б. Егорова (1964) | Первый в мире полёт трёх космонавтов В. М. Комарова, К. П. Феоктистова и Б. Б. Егорова (1964) | Первый в мире полёт трёх космонавтов В. М. Комарова, К. П. Феоктистова и Б. Б. Егорова (1964) | Первый в мире полёт трёх космонавтов В. М. Комарова, К. П. Феоктистова и Б. Б. Егорова (1964) | Первый в мире полёт трёх космонавтов В. М. Комарова, К. П. Феоктистова и Б. Б. Егорова (1964) | Первый в мире полёт трёх космонавтов В. М. Комарова, К. П. Феоктистова и Б. Б. Егорова (1964) | Первый в мире полёт трёх космонавтов В. М. Комарова, К. П. Феоктистова и Б. Б. Егорова (1964) | Первый в мире полёт трёх космонавтов В. М. Комарова, К. П. Феоктистова и Б. Б. Егорова (1964) | Первый в мире полёт трёх космонавтов В. М. Комарова, К. П. Феоктистова и Б. Б. Егорова (1964) | Первый в мире полёт трёх космонавтов В. М. Комарова, К. П. Феоктистова и Б. Б. Егорова (1964) | Первый в мире полёт трёх космонавтов В. М. Комарова, К. П. Феоктистова и Б. Б. Егорова (1964) |
| №                                                                                             | Дата                                                                                          | ЦФА                                                                                           | SC                                                                                            | Scott                                                                                         | Michel                                                                                        | SG                                                                                            | Yvert2                                                                                        | Ном.                                                                                          | Кр.опис‑е                                                                                     | Изобр-е                                                                                       |
| --------------------------------------------------------------------------------------------- | --------------------------------------------------------------------------------------------- | --------------------------------------------------------------------------------------------- | --------------------------------------------------------------------------------------------- | --------------------------------------------------------------------------------------------- | --------------------------------------------------------------------------------------------- | --------------------------------------------------------------------------------------------- | --------------------------------------------------------------------------------------------- | --------------------------------------------------------------------------------------------- | --------------------------------------------------------------------------------------------- | --------------------------------------------------------------------------------------------- |
| 1                                                                                             | 1964-10-19Mi                                                                                  | 3110                                                                                          | 3018                                                                                          | 2952                                                                                          | 2965                                                                                          | 3047                                                                                          | 12864                                                                                         | 4к                                                                                            | В. М. Комаров, лётчик-космонавт СССР № 7                                                      |                                                                                               |
| 2                                                                                             | 1964-10-19Mi                                                                                  | 3111                                                                                          | 3019                                                                                          | 2954                                                                                          | 2966                                                                                          | 3046                                                                                          | 12863                                                                                         | 4к                                                                                            | К. П. Феоктистов, лётчик-космонавт СССР                                                       |                                                                                               |
| 3                                                                                             | 1964-10-19Mi                                                                                  | 3112                                                                                          | 3020                                                                                          | 2953                                                                                          | 2967                                                                                          | 3045                                                                                          | 12862                                                                                         | 4к                                                                                            | Б. Егоров, лётчик-космонавт СССР                                                              |                                                                                               |
| 4                                                                                             | 1964-10-17Mi                                                                                  | 3113                                                                                          | 3021                                                                                          | 2955                                                                                          | 2968                                                                                          | 3048                                                                                          | 12865                                                                                         | 6к                                                                                            | В. М. Комаров, К. П. Феоктистов, Б. Б. Егоров                                                 |                                                                                               |
| 5                                                                                             | 1964-10-13Mi                                                                                  | 3114                                                                                          | 3022                                                                                          | 2956                                                                                          | 2969                                                                                          | 3049                                                                                          | 12866                                                                                         | 10к                                                                                           | Космический корабль в полёте. Космонавты в гермошлемах                                        |                                                                                               |
| 6                                                                                             | 1964-11-20Mi                                                                                  | 3115                                                                                          | Бл 39                                                                                         | 2957                                                                                          | Block 37                                                                                      | MS 3049a                                                                                      | 22879                                                                                         | 50к                                                                                           | В. М. Комаров, К. П. Феоктистов, Б. Б. Егоров                                                 |                                                                                               |